# Buôn Ma Thuột (thành phố)
Buôn Ma Thuột (còn được viết là Ban Mê Thuột) là thành phố tỉnh lỵ cũ của tỉnh Đắk Lắk, Việt Nam. Đây là thành phố lớn nhất ở vùng Tây Nguyên và là đô thị miền núi có dân số đông nhất Việt Nam.
Năm 1904, thực dân Pháp thành lập tỉnh Đắk Lắk và chọn Buôn Ma Thuột làm tỉnh lỵ. Từ đó, Buôn Ma Thuột trở thành trung tâm hành chính, kinh tế và văn hóa của khu vực. Trải qua hai cuộc kháng chiến chống Pháp và chống Mỹ, Buôn Ma Thuột đã có những đóng góp quan trọng vào sự nghiệp giải phóng dân tộc.

## Tên gọi
Không có buôn nào có tên riêng là Buôn Ma Thuột trong cùng thời kỳ khi người Pháp xây dựng đô thị tại đây. Có nhiều luận chứng từ phía người Ê đê bản địa là ông ama Thuôt tên là Y- Druôt theo ghi chép của bà Linh Nga Niê Kdăm ghi lại từ già làng ở huyện C'mgar. Tư liệu Pháp được KTS. Nguyễn Thanh Hà tìm được, có ghi (*: Un très gros village se trouve préciément à 54 kilomètres de là occupé par les Rhadés Kpa sous les orders de Methuot, c’est à 700 mètres plus au Sud-Est de ce dernier, au bord de l’Ea-Tam) rồi tiến đến nơi đây thành lập đô thị, chứng tỏ ông Mê Thuôt có tồn tại nhưng ở Buôn Mê Thuột hay ở ngoài vùng thì không có thông tin đầy đủ. Theo KTS. Phạm Ngọc Cảnh là người đọc và dịch nội dung cơ bản trên 3 tấm bản đồ về Buôn Ma Thuột đồng ý về sự tồn tại này khớp với các từ như sông Mê Kông, trại tù Mé Wall của Pháp ở C'mgar (trại Mê Van), và một cô gái Mé Sao là vợ của chánh sứ Sarbatier theo một bài báo, ông là người Pháp từng quản lí ở Buôn Ma Thuột trong thời kì Pháp Thuộc. Nhưng tên thật của ông Mé Thuột là gì thì chưa có tài liệu nào minh chứng cụ thể, và ông sống ở đâu. Người nổi tiếng trong tờ bản đồ về Buôn Ma Thuột 1918 là Khunjunop tên thật là Y Thu K’Nul. Các thông tin về Mê Thuột vẫn còn trong bế tắc. Để làm rõ nghĩa nên tìm kiếm và giải nghĩa tương đồng của 4 từ Mé Kong - Mé Thuôt - Mé wall - Mé Sao (1 danh từ chỉ người 1 danh từ chỉ dòng sông lớn, 1 danh từ chỉ địa danh trại tù, Mé Thuôt=?) có liên quan nhiều đến vùng hạ Lào, thuộc bản đồ Đàng Trong - Đàng Ngoài thời Trịnh Nguyễn. Tập tục của người Rhade thì phụ nữ là người giữ của cải, nhà cửa, rồi đón chồng về ở nhà phụ nữ. Phân biệt Nam và nữ là Y và H trong thời buổi sau cách mạng giải phóng, nhiều khả năng Mé Thuột là một phụ nữ như người vợ Mé Sao của công sứ Sarbatier.
Ama Thuột có tên khai sinh là Y Mun H'Dơk. Y Mun H'Dơk sinh ra và lớn lên ở buôn Ky, nhưng lại được sắp đặt trong cương vị là khoa pin ea (người đứng đầu buôn) của buôn Ako Siêr, bởi vì, Y Mun H'Dơk đã được con gái của tù trưởng Ama Blơi (Y Ngut H'Dơk) mà thanh thế vang khắp vùng khi chưa có người Pháp đặt chân đến, cưới về làm chồng. Dòng họ H'Dơk của chàng ở buôn Ky cũng là chủ bến nước ở đây, nhưng luật tục không cho người con trai quyền thừa kế, nên Y Mun H'Dơk phải tuân theo luật tục của buôn làng và thế là chỉ có những người chị, em gái của chàng được thừa kế quyền đó. Thế nhưng, Y Mun H'Dơk vẫn là người mang trong mình dòng máu của dòng họ H'Dơk, giống như bố vợ và cũng là cậu của mình, khi về làm khoa pin ea cho dòng họ Niê Buôn Kmriêk của buôn Ako Siêr, thanh thế của những người đàn ông dòng họ H'Dơk trở nên lẫy lừng. Hai vợ chồng Y Mun không có con, không có người nối dõi, vì thế, họ đã nhận cháu mình là Y Thuột và H'tế thuộc dòng họ Niê Buôn Kmriêk của buôn Ako Siêr làm con nuôi, và cái tên Ama Y Thuột bắt đầu được dân làng gọi từ đây.
Những năm đầu Buôn Ma Thuột được xây dựng tại khu vực Buôn Kram, cạnh buôn Alê-A, Alê-B, ngày nay là thoải triền đồi khu vực ngõ cua đường Đinh Tiên Hoàng về nhánh suối Ea Tam. Thời kỳ Pháp đô hộ được đặt tên đô thị là Ban Mê Thuot, từ '' Ban'' bao hàm một nghĩa rộng, ví như ''Ban'' là đô thị các buôn, các buôn như khu khu vực nhỏ, ngang phường. Bản đồ thời kỳ 1905-1918-1930, ''Ban'' và ''Buôn'' được phân biệt rõ rệt qua tư liệu bản đồ lịch sử của người Pháp, qua thời Việt Nam Cộng hòa phiên âm thành Ban Mê Thuột, sau 1975 gọi thành Buôn Ma Thuột, nên nhiều người suy diễn là có vị tù trưởng ama Thuột, dẫn đến sự nhầm lẫn nghiêm trọng. Ngoài ra còn các cách gọi sai khác như Bản Mế Thuột - Bản Mế Thuật, Buôn Ma Thuộc - Buôn Ma Thuật, Ban Mê Thuộc - Ban Mê Thuật, đều là cách gọi sai lệch về thông tin của thành phố.
Từ những năm 2005, 1 số người có thói quen dùng từ BMT để nói về Buôn ma Thuột ! Càng về sau, từ bmt càng trở nên quen thuộc hơn, nói bmt là mọi người hiểu ngay đó là Buôn ma Thuột.

## Lịch sử

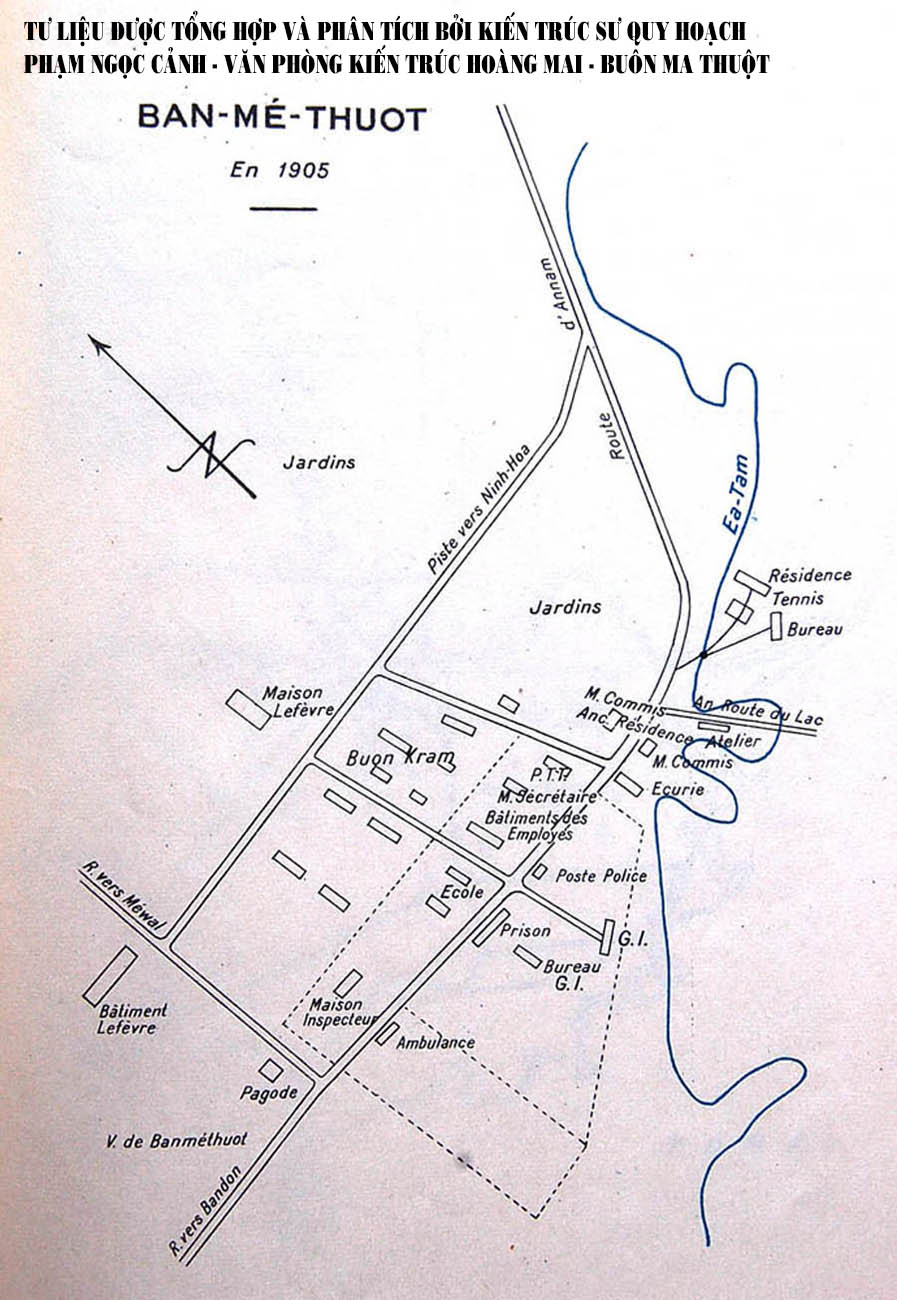
Bản đồ Ban Mê Thuột
thời Pháp thuộc năm 1905

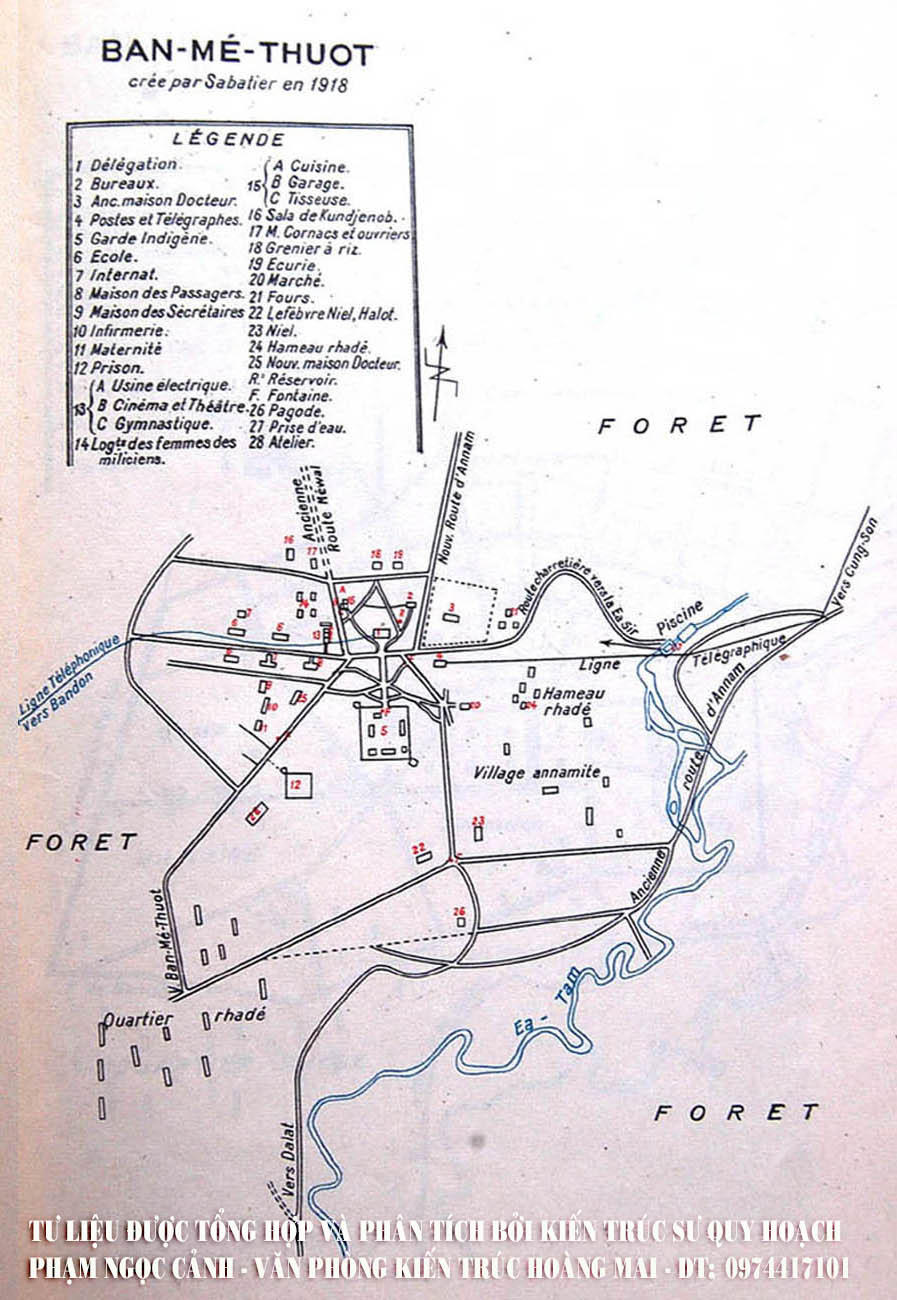
Bản đồ Ban Mê Thuột
thời Pháp thuộc năm 1918

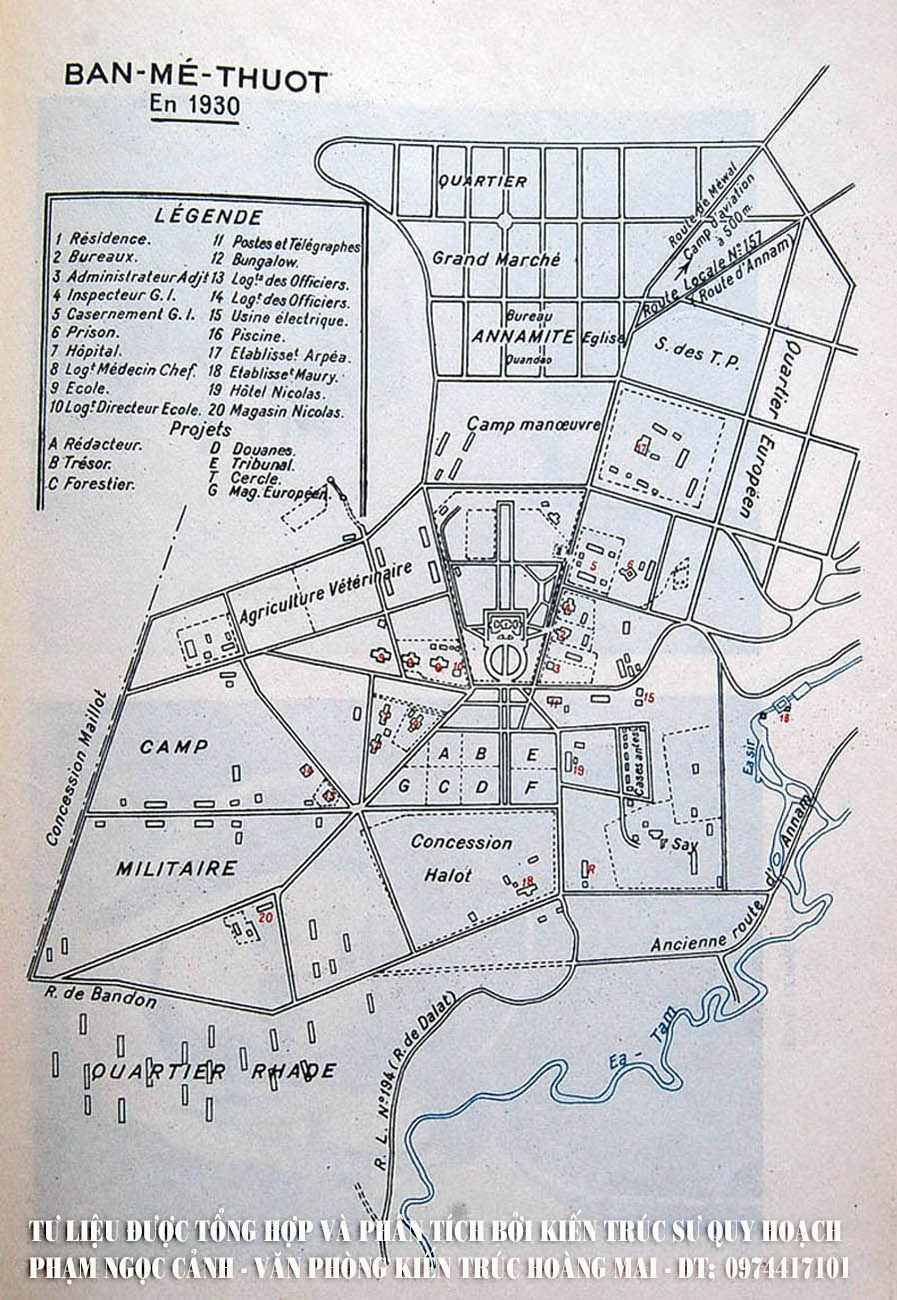
Bản đồ Ban Mê Thuột
thời Pháp thuộc năm 1930

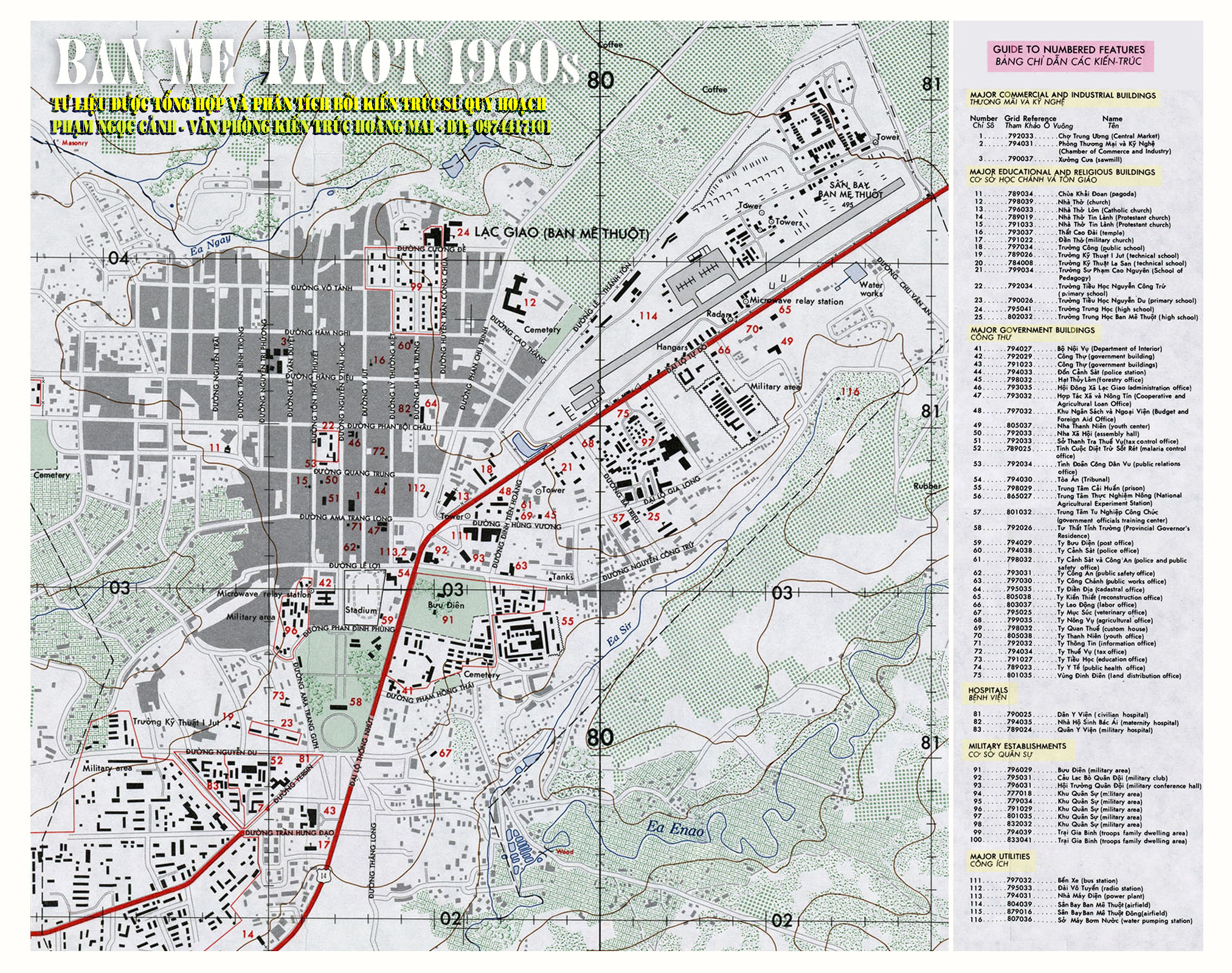
Bản đồ Ban Mê Thuột
thời VNCH năm 1960

Nguyên xưa, nơi đây là vùng đất cư trú của người Ê Đê, với nhiều nhà dài Ê Đê nằm dọc theo suối Ea Tam, xuôi theo dòng đổ ra sông (Sêrêpôk). Các buôn được điều hành bởi già làng cho mỗi buôn. Những buôn làng được ghi nhận đầu tiên trên địa bàn thành phố Buôn Ma Thuột ngày nay gồm có Buôn Kram, Buôn Alê, Buôn Păn Lăn, Buôn Kosier, Buôn Enao, Buôn Akõ Dhông, Buôn Dung.
Cuối thế kỷ 19 đầu thế kỷ 20, người Pháp tổ chức nhiều chuyến thám hiểm nhằm mục đích tiếp cận và tìm cách khai phá vùng cao nguyên phía Tây Việt Nam, quan trọng nhất với các chuyến thám hiểm của bác sĩ Alexandre Yersin và của Henri Maitre. Các chuyến thám hiểm đến vùng cao nguyên Darlac được tiếp cận theo hướng sông Mê Kông đi vào sông Sêrêpôk, tới Buôn Đôn. Nhờ các vị vua săn voi ở Buôn Đôn, người Pháp tìm được nhánh suối Eanao - EaTam, nơi các buôn làng người Ê Đê sinh sống với mật độ lớn và gần nhau.
Trước năm 1905, do các thương lái miền xuôi thường xuyên nhũng nhiễu, và bóc lột cạn kiệt vật phẩm của người Thượng dẫn đến người Thượng thường tràn xuống vùng Khánh Hòa ngày nay cướp lương thực. Do vậy người Pháp quyết định thành lập trung tâm hành chính Ban - Mê - Thuôt và tỉnh DarLac ở vùng Tây Nguyên. Dẫn đến việc hình thành một trung tâm hành chính mới với tên gọi Ban Mê Thuột, với lực lượng lao động chính là người Ê Đê bản địa, trong công cuộc khai thác thuộc địa thời kỳ đầu của người Pháp ở Darlac.
Năm 1905, bản đồ quy hoạch đầu tiên về Ban Mê Thuôt được ấn bản. Tư liệu này ngày nay vẫn còn để đối chiếu. Buôn đầu tiên được ghi nhận trong địa bàn thành phố ngày nay là buôn Kram. Cùng thời kỳ này các đồn điền được lập dựa theo sự phân bố dân cư tự nhiên của các dân tộc nơi đây ở trên toàn tỉnh Darlac. Các thầy giáo người Huế, người Bình Định, các công nhân người Phú Yên, Khánh Hòa, Nha Trang được thực dân Pháp đưa lên Tây Nguyên để hướng dẫn người Ê Đê các phương thức sản xuất cơ bản, như trồng lúa, trồng cây công - nông nghiệp, khai thác gỗ rừng...
Năm 1918, bản đồ thứ 2 được ấn bản. Xuất hiện ngôi làng An Nam (làng người Trung Kỳ) được bố trí bên cạnh buôn Kram tại Ban Mê Thuôt. Tư liệu hình ảnh ghi nhận đã có các ngôi trường dạy người Ê Đê các phương thức sản xuất mới. Thời kỳ này chữ quốc ngữ phiên âm theo tiếng Ê Đê được thực dân Pháp phổ biến dần trên Darlac, sử thi Đam San được ghi chép lại bởi công sứ Sabatier. Bản đồ 1918 ghi nhận thêm một buôn lớn về phía Tây Nam thành phố ngày nay là buôn Alê A và Alê B.
Năm 1930, ấn bản tờ bản đồ ghi nhận khu phố An Nam, khu phố của người Trung Kỳ riêng biệt, ngày nay là khu trung tâm của thành phố, nơi tọa lạc đình Lạc Giao, chùa Sắc Tứ Khải Đoan. Và khu phố Tây của người Pháp ở phía Đông thành phố nay là khu vực đường Nguyễn Công Trứ - Đinh Tiên Hoàng - Hùng Vương và khu bảo tàng, khu vực người Êđê cũng được tách riêng biệt không kết hợp vào khu người Trung Kỳ.
Cuối thời kỳ Pháp thuộc, Bảo Đại, vị hoàng đế cuối cùng của Việt Nam, thường xuyên cùng gia đình đến Tây Nguyên nghỉ mát. Tại Ban Mê Thuôt, các công trình được xây dựng gắn với tên tuổi ông như dinh Bảo Đại, Biệt thự hồ Lăk gắn với tên người vợ ông Nam Phương Hoàng Hậu, chùa Sắc Tứ Khải Đoan gắn với Đoan Huy Hoàng Thái Hậu. Trong thời kỳ Thế chiến thứ hai, quân Nhật tiến vào Đông Dương, nắm toàn quyền kiểm soát vùng đồng bằng Đông Dương dù vẫn duy trì bộ máy của thực dân Pháp. Tuy nhiên, do thiếu thốn nhân lực, người Nhật vẫn để vùng núi xa xôi ít dân, trong đó có cả đất Tây Nguyên, bao gồm cả vùng DarLac, cho người Pháp quản lý cho đến tận năm 1945, trước khi Nhật đảo chính Pháp tại Đông Đương.
Sau khi tái kiểm soát được phần lớn Đông Dương, người Pháp thành lập Quốc gia Việt Nam, đưa Bảo Đại lên làm Quốc trưởng. Riêng vùng đất Tây Nguyên, người Pháp đặt riêng thành Hoàng triều Cương thổ mà ở đó Bảo Đại vẫn giữ vị thế của một Hoàng đế trên danh nghĩa.
Với thất bại ở trận Điện Biên Phủ, người Pháp buộc phải ký kết Hiệp định Genève, 1954, chấm dứt quá trình thuộc địa Đông Dương. Tân thủ tướng Quốc gia Việt Nam là Ngô Đình Diệm, với sự hậu thuẫn mạnh mẽ của người Mỹ, tuyên bố phế truất vị quốc trưởng bù nhìn Bảo Đại, thành lập chính thể Việt Nam Cộng hòa trên phần lãnh thổ miền Nam Việt Nam, xóa bỏ Hoàng triều Cương thổ và sáp nhập vào lãnh thổ Việt Nam. Cơ cấu hành chính tỉnh Darlac bấy giờ được chia thành các quận, quận Lạc Thiện, quận Phước An, quận Buôn Hồ, quận Ban Mê Thuột, với thị xã là Lạc Giao (樂郊). Thời kỳ này các thị trấn thị tứ bước đầu được đô thị hóa ở Đarlac, các phương tiện cơ giới ở Darlac tăng vọt, không chỉ cơ giới ở phương tiện giao thông, mà các máy móc phục vụ nông nghiệp cũng xuất hiện, các sân bay được xây dựng, riêng Ban Mê Thuột có đến 2 sân bay trong thời kỳ này, một sân bay cho trực thăng gọi là phi trường Lạc Giao, một sân bay cho các máy bay lớn là phi trường Phụng Dực (phi trường này được xây từ các gói viện trợ của Mỹ cho Pháp trong trước năm 1950, nay là sân bay Buôn Ma Thuột) cũng trong thời kỳ này tổng thống Ngô Đình Diệm cũng xuất hiện nhiều ở Ban Mê Thuột, ông ăn tết ở Ban Mê Thuột năm 1957 và đồng thời tổ chức lễ hội kinh tế khi ông ăn tết ở đây.
Tết Mậu Thân năm 1968 đánh dấu các cuộc chiến tranh về cách mạng, quyền lợi, dân chủ trong sản xuất, cho người nông dân- công nhân, Ban Mê Thuột cũng chính thức nằm trong các vùng chiến sự. Cuộc chiến kéo dài đến ngày 10 tháng 3 năm 1975, Quân Giải Phóng Miền Nam chính thức kết thúc cuộc chiến tại Ban Mê Thuột, trong chiến dịch Hồ Chí Minh, giải phóng đất nước, đánh bại Quân lực Việt Nam Cộng hòa.
Sau năm 1975, thị xã đổi tên thành Buôn Ma Thuột, gồm 8 phường: Tân An, Tân Lập, Tân Thành, Tân Tiến, Thắng Lợi, Thành Công, Thống Nhất, Tự Do và 16 xã: Buôn Trấp, Cư ÊBur, Cư Jút, Cư Suê, Ea Bông, Ea Kao, Ea Nuôl, Ea Tam, Ea Tiêu, Ea Tu, Hòa Đông, Hòa Khánh, Hòa Phú, Hòa Thắng, Hòa Thuận, Hòa Xuân.
Năm 1977, UBND tỉnh ban hành các quyết định điều chỉnh lại địa giới hành chính một số phường, xã như sau:
- Sáp nhập hai phường Tự Do và Tân An thành phường Tự An
- Chia xã Buôn Trấp thành 4 xã Buôn Trấp, Ea Bông, Ea Na và Quảng Điền
- Chuyển xã Cư Suê về huyện Krông Búk quản lý.

Ngày 23 tháng 10 năm 1978, thành lập xã Cuôr Knia tại vùng kinh tế mới Cuôr Knia.
Ngày 19 tháng 9 năm 1981, Hội đồng Bộ trưởng ban hành Quyết định 75-HĐBT. Theo đó, tách 5 xã: Buôn Trấp, Ea Bông, Ea Na, Quảng Điền, Ea Tiêu để thành lập huyện Krông Ana.
Ngày 26 tháng 1 năm 1989, chia xã Cư Jút thành 3 xã: Nam Dong, Ea Pô và Ea T'Ling.
Ngày 14 tháng 9 năm 1989, chia xã Ea T'Ling thành 3 xã: Ea T'Ling, Tâm Thắng và Trúc Sơn.
Ngày 19 tháng 6 năm 1990, Hội đồng Bộ trưởng ban hành Quyết định 227-HĐBT. Theo đó, tách 5 xã: Ea T’Ling, Tâm Thắng, Trúc Sơn, Ea Pô, Nam Dong thuộc thị xã Buôn Ma Thuột (gồm 36.400 ha diện tích tự nhiên và 18.379 người) và 35.100 ha diện tích tự nhiên (toàn bộ là đất lâm nghiệp) của xã Đắk Lao, huyện Đắk Mil để thành lập huyện Cư Jút.
Sau khi điều chỉnh địa giới hành chính, thị xã Buôn Ma Thuột còn lại 7 phường: Tân Lập, Tân Thành, Tân Tiến, Thắng Lợi, Thành Công, Thống Nhất, Tự An và 12 xã: Cư Êbur, Cuôr Knia, Ea Kao, Ea Nuôl, Ea Tam, Ea Tu, Hòa Đông, Hòa Khánh, Hòa Phú, Hòa Thắng, Hòa Thuận, Hòa Xuân.
Ngày 29 tháng 8 năm 1994, thành lập xã Ea Bar trên cơ sở tách một phần diện tích và dân số của các xã Cuôr Knia và Cư ÊBur.
Cuối năm 1994, thị xã Buôn Ma Thuột có 7 phường: Tân Lập, Tân Thành, Tân Tiến, Thắng Lợi, Thành Công, Thống Nhất, Tự An và 13 xã: Cư Êbur, Cuôr Knia, Ea Bar, Ea Kao, Ea Nuôl, Ea Tam, Ea Tu, Hòa Đông, Hòa Khánh, Hòa Phú, Hòa Thắng, Hòa Thuận, Hòa Xuân.
Ngày 21 tháng 1 năm 1995, Chính phủ ban hành Nghị định 08/CP. Theo đó:
- Chuyển thị xã Buôn Ma Thuột thành thành phố Buôn Ma Thuột
- Chuyển xã Ea Tam thành phường Ea Tam
- Thành lập phường Khánh Xuân trên cơ sở tách một phần diện tích và dân số của các xã Hòa Khánh và Hòa Xuân
- Chuyển 3 xã: Cuôr Knia, Ea Nuôl và Ea Bar về huyện Ea Súp quản lý (nay 3 xã này thuộc huyện Buôn Đôn)
- Chuyển 3 xã: Hòa Phú, Hòa Xuân và Hòa Khánh về huyện Cư Jút quản lý
- Chuyển xã Hòa Đông về huyện Krông Pắc quản lý.
- Thành phố Buôn Ma Thuột có 9 phường: Ea Tam, Khánh Xuân, Tân Lập, Tân Thành, Tân Tiến, Thắng Lợi, Thành Công, Thống Nhất, Tự An và 5 xã: Cư Êbur, Ea Kao, Ea Tu, Hòa Thắng, Hòa Thuận.

Ngày 18 tháng 11 năm 1996, Chính phủ ban hành Nghị định 71-CP. Theo đó:
- Chia phường Tân Lập thành 3 phường: Tân Lập, Tân Hòa và Tân An
- Chia phường Thắng Lợi thành 2 phường: Thắng Lợi và Tân Lợi
- Chia phường Thống Nhất thành 2 phường: Thống Nhất và Thành Nhất.

Ngày 26 tháng 11 năm 2003, Quốc hội ban hành Nghị quyết 22/2003/QH11 chia tỉnh Đắk Lắk thành hai tỉnh Đắk Lắk và Đắk Nông, thành phố Buôn Ma Thuột (tỉnh lỵ) của tỉnh Đăk Lăk, bao gồm 13 phường: Ea Tam, Khánh Xuân, Tân An, Tân Hòa, Tân Lập, Tân Lợi, Tân Thành, Tân Tiến, Thắng Lợi, Thành Công, Thành Nhất, Thống Nhất, Tự An và 5 xã: Cư Êbur, Ea Kao, Ea Tu, Hòa Thắng, Hòa Thuận.
Ngày 2 tháng 1 năm 2004, Chính phủ ban hành Nghị định 04/2004/NĐ-CP. Theo đó, sáp nhập 3 xã: Hòa Phú, Hòa Khánh và Hòa Xuân thuộc huyện Cư Jút (sau khi chuyển huyện Cư Jút về tỉnh Đắk Nông mới thành lập) trở lại thành phố Buôn Ma Thuột.
Thành phố Buôn Ma Thuột có 13 phường và 8 xã trực thuộc như hiện nay.
Ngày 28 tháng 2 năm 2005, Thủ tướng Chính phủ ban hành Quyết định 38/2005/QĐ-TTg công nhận thành phố Buôn Ma Thuột là đô thị loại II.
Ngày 9 tháng 2 năm 2010, Thủ tướng Chính phủ ban hành Quyết định 228/QĐ-TTg công nhận thành phố Buôn Ma Thuột là đô thị loại I.
Ngày 28 tháng 9 năm 2024, Ủy ban Thường vụ Quốc hội ban hành Nghị quyết số 1193/NQ-UBTVQH15 về việc sắp xếp đơn vị hành chính cấp xã của tỉnh Đắk Lắk giai đoạn 2023 – 2025 (nghị quyết có hiệu lực từ ngày 1 tháng 11 năm 2024). Theo đó:
- Sáp nhập phường Thắng Lợi vào phường Thành Công.
- Sáp nhập phường Thống Nhất vào phường Tân Tiến.

Ở thời điểm đó, Thành phố Buôn Ma Thuột có 11 phường và 8 xã.
Ngày 16 tháng 6 năm 2025, Quốc hội ban hành Nghị quyết số 1660/NQ-UBTVQH15 về việc sắp xếp đơn vị hành chính cấp xã của tỉnh Đắk Lắk năm 2025 (nghị quyết có hiệu lực từ ngày 16 tháng 6 năm 2025). Theo đó các các đơn vị hành chính cấp xã mới được thành lập chính thức hoạt động từ ngày 1 tháng 7 năm 2025, bao gồm:
- Phường Buôn Ma Thuột được thành lập từ việc sắp xếp phường Thành Công, phường Tân Tiến, phường Tân Thành, phường Tự An, phường Tân Lợi và xã Cư Êbur.
- Phường Tân An được thành lập từ việc sắp xếp phường Tân An, xã Ea Tu và xã Hòa Thuận.
- Phường Tân Lập được thành lập từ việc sắp xếp phường Tân Hòa, phường Tân Lập và xã Hòa Thắng.
- Phường Thành Nhất được thành lập từ việc sắp xếp phường Khánh Xuân và phường Thành Nhất.
- Phường Ea Kao được thành lập từ việc sắp xếp phường Ea Tam và xã Ea Kao.
- Xã Hòa Phú được thành lập từ việc sắp xếp xã Hòa Phú, xã Hòa Xuân và xã Hòa Khánh.

## Địa lý
Thành phố Buôn Ma Thuột nằm ở khu vực trung tâm của Tây Nguyên, độ cao trung bình 500 m, cách Hà Nội khoảng 1300 km, cách Thành phố Hồ Chí Minh 350 km, cách Đà Nẵng khoảng 647 km, có vị trí địa lý:
- Phía đông giáp huyện Krông Pắc
- Phía đông nam giáp huyện Cư Kuin
- Phía tây giáp huyện Cư Jút, tỉnh Đắk Nông
- Phía nam giáp huyện Krông Ana
- Phía bắc giáp các huyện Cư M'gar và Buôn Đôn.

Thành phố Buôn Ma Thuột có diện tích 377,18 km², dân số năm 2019 là 375.590 người, mật độ dân số đạt 996 người/km².

### Khí hậu
| Dữ liệu khí hậu của Buôn Ma Thuột                            | Dữ liệu khí hậu của Buôn Ma Thuột | Dữ liệu khí hậu của Buôn Ma Thuột | Dữ liệu khí hậu của Buôn Ma Thuột | Dữ liệu khí hậu của Buôn Ma Thuột | Dữ liệu khí hậu của Buôn Ma Thuột | Dữ liệu khí hậu của Buôn Ma Thuột | Dữ liệu khí hậu của Buôn Ma Thuột | Dữ liệu khí hậu của Buôn Ma Thuột | Dữ liệu khí hậu của Buôn Ma Thuột | Dữ liệu khí hậu của Buôn Ma Thuột | Dữ liệu khí hậu của Buôn Ma Thuột | Dữ liệu khí hậu của Buôn Ma Thuột | Dữ liệu khí hậu của Buôn Ma Thuột |
| Tháng                                                        | 1                                 | 2                                 | 3                                 | 4                                 | 5                                 | 6                                 | 7                                 | 8                                 | 9                                 | 10                                | 11                                | 12                                | Năm                               |
| ------------------------------------------------------------ | --------------------------------- | --------------------------------- | --------------------------------- | --------------------------------- | --------------------------------- | --------------------------------- | --------------------------------- | --------------------------------- | --------------------------------- | --------------------------------- | --------------------------------- | --------------------------------- | --------------------------------- |
| Cao kỉ lục °C (°F)                                           | 34.1 (93.4)                       | 36.6 (97.9)                       | 37.6 (99.7)                       | 39.4 (102.9)                      | 37.0 (98.6)                       | 35.1 (95.2)                       | 32.9 (91.2)                       | 32.5 (90.5)                       | 32.7 (90.9)                       | 33.1 (91.6)                       | 32.6 (90.7)                       | 32.4 (90.3)                       | 39.4 (102.9)                      |
| Trung bình ngày tối đa °C (°F)                               | 27.8 (82.0)                       | 30.3 (86.5)                       | 32.8 (91.0)                       | 33.6 (92.5)                       | 32.0 (89.6)                       | 29.9 (85.8)                       | 29.4 (84.9)                       | 29.0 (84.2)                       | 29.1 (84.4)                       | 28.6 (83.5)                       | 27.4 (81.3)                       | 26.4 (79.5)                       | 29.7 (85.5)                       |
| Trung bình ngày °C (°F)                                      | 20.9 (69.6)                       | 22.4 (72.3)                       | 24.5 (76.1)                       | 26.0 (78.8)                       | 25.6 (78.1)                       | 24.7 (76.5)                       | 24.2 (75.6)                       | 24.0 (75.2)                       | 23.8 (74.8)                       | 23.4 (74.1)                       | 22.3 (72.1)                       | 21.0 (69.8)                       | 23.6 (74.5)                       |
| Tối thiểu trung bình ngày °C (°F)                            | 17.6 (63.7)                       | 18.4 (65.1)                       | 19.7 (67.5)                       | 21.5 (70.7)                       | 22.0 (71.6)                       | 21.8 (71.2)                       | 21.3 (70.3)                       | 21.3 (70.3)                       | 21.1 (70.0)                       | 20.5 (68.9)                       | 19.4 (66.9)                       | 18.1 (64.6)                       | 20.2 (68.4)                       |
| Thấp kỉ lục °C (°F)                                          | 9.1 (48.4)                        | 12.0 (53.6)                       | 12.3 (54.1)                       | 16.7 (62.1)                       | 14.4 (57.9)                       | 17.9 (64.2)                       | 18.4 (65.1)                       | 14.4 (57.9)                       | 13.4 (56.1)                       | 14.9 (58.8)                       | 10.7 (51.3)                       | 7.4 (45.3)                        | 7.4 (45.3)                        |
| Lượng Giáng thủy trung bình mm (inches)                      | 5 (0.2)                           | 5 (0.2)                           | 19 (0.7)                          | 86 (3.4)                          | 237 (9.3)                         | 248 (9.8)                         | 255 (10.0)                        | 310 (12.2)                        | 288 (11.3)                        | 222 (8.7)                         | 96 (3.8)                          | 25 (1.0)                          | 1.796 (70.7)                      |
| Số ngày giáng thủy trung bình                                | 1.1                               | 1.0                               | 3.2                               | 8.3                               | 19.5                              | 22.4                              | 24.6                              | 25.3                              | 24.2                              | 17.7                              | 11.0                              | 5.6                               | 163.7                             |
| Độ ẩm tương đối trung bình (%)                               | 77.5                              | 73.8                              | 71.1                              | 72.4                              | 80.3                              | 84.9                              | 86.6                              | 87.7                              | 88.5                              | 87.0                              | 84.6                              | 82.0                              | 81.4                              |
| Số giờ nắng trung bình tháng                                 | 250                               | 247                               | 273                               | 252                               | 225                               | 183                               | 181                               | 162                               | 155                               | 167                               | 173                               | 194                               | 2.460                             |
| Nguồn: Vietnam Institute for Building Science and Technology |                                   |                                   |                                   |                                   |                                   |                                   |                                   |                                   |                                   |                                   |                                   |                                   |                                   |

## Hành chính
Thành phố Buôn Ma Thuột có 19 đơn vị hành chính cấp xã trực thuộc, bao gồm 11 phường: Ea Tam, Khánh Xuân, Tân An, Tân Hòa, Tân Lập, Tân Lợi, Tân Thành, Tân Tiến, Thành Công, Thành Nhất, Tự An và 8 xã: Cư Êbur, Ea Kao, Ea Tu, Hòa Khánh, Hòa Phú, Hòa Thắng, Hòa Thuận, Hòa Xuân.

## Kinh tế - xã hội

### Thủ phủ cà phê
Tuy cây cà phê đã được du nhập vào Việt Nam từ rất sớm (1870) nhưng được trồng đại trà ở Đắk Lắk chỉ từ những năm sau 1930 trong những đồn điền của những nhà tư bản Pháp như CADA,... nhưng do vùng đất đất đỏ bazan này đặc biệt phù hợp với việc canh tác cà phê nên việc phát triển diện tích trồng ở đây đã tăng lên; hiện tại, theo số liệu thống kê, Đắk Lắk có đến hơn 175.000 ha cà phê (thực tế có đến trên 200.000 ha vì một số diện tích không được tính do không trong quy hoạch). Đắk Lắk cũng chính là nơi được xem là nơi có năng suất cà phê thu hoạch cao nhất thế giới và góp phần chính trong việc đưa sản lượng cà phê Việt Nam lên vị trí số 2 (riêng cà phê robusta chiếm vị trí số 1) của những quốc gia xuất khẩu cà phê. Ở Đắk Lắk gần như huyện nào cũng có trồng cà phê, nhưng cà phê Buôn Ma Thuột vẫn luôn được đánh giá là có chất lượng cao nhất và có hương vị đặc trưng nhất, chính vì vậy thương hiệu Cà phê Buôn Ma Thuột được thế giới biết đến và địa danh Buôn Ma Thuột được nhiều người ví như "thủ phủ cà phê".

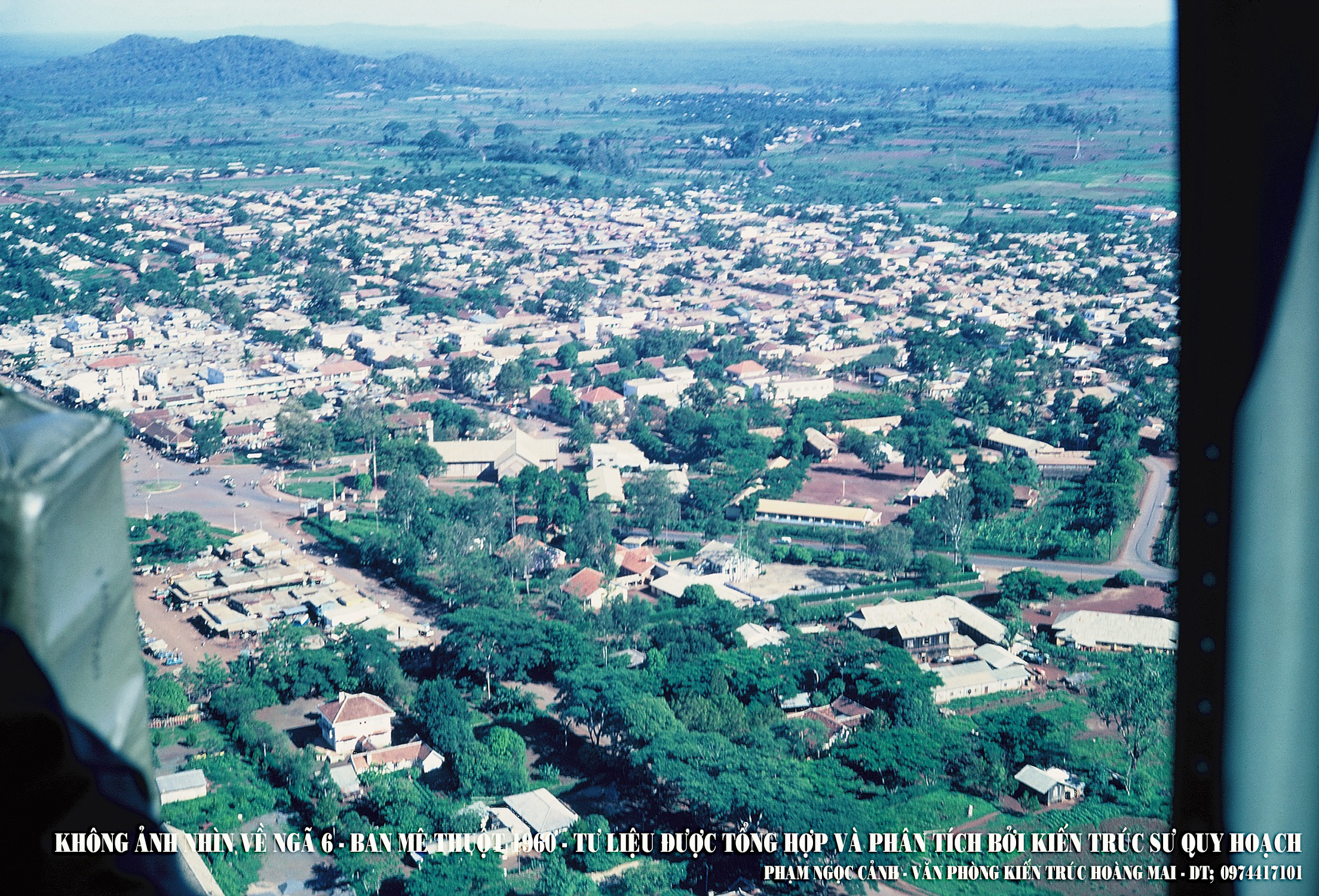
Ban Mê Thuột năm 1969

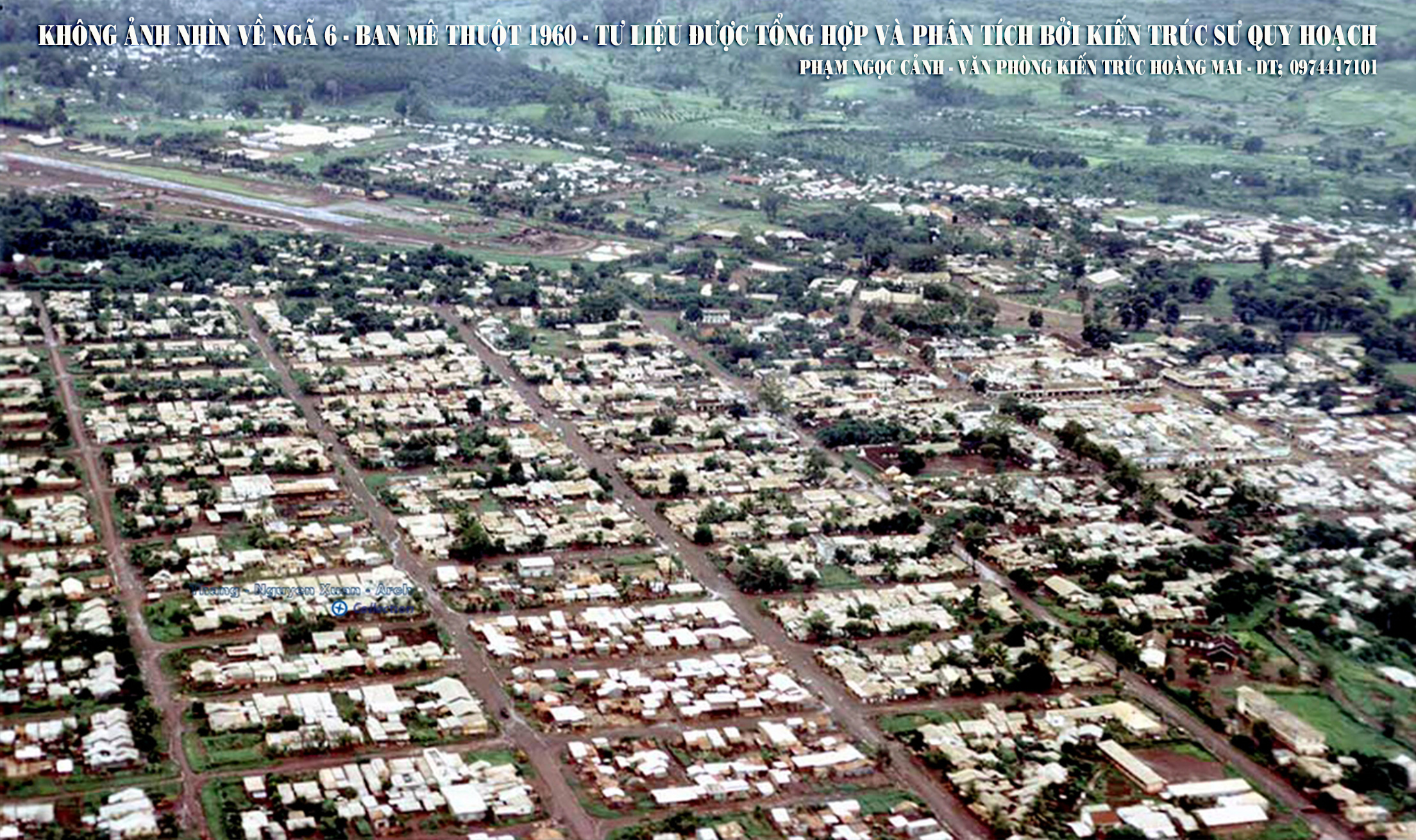
Ban Mê Thuột năm 1969

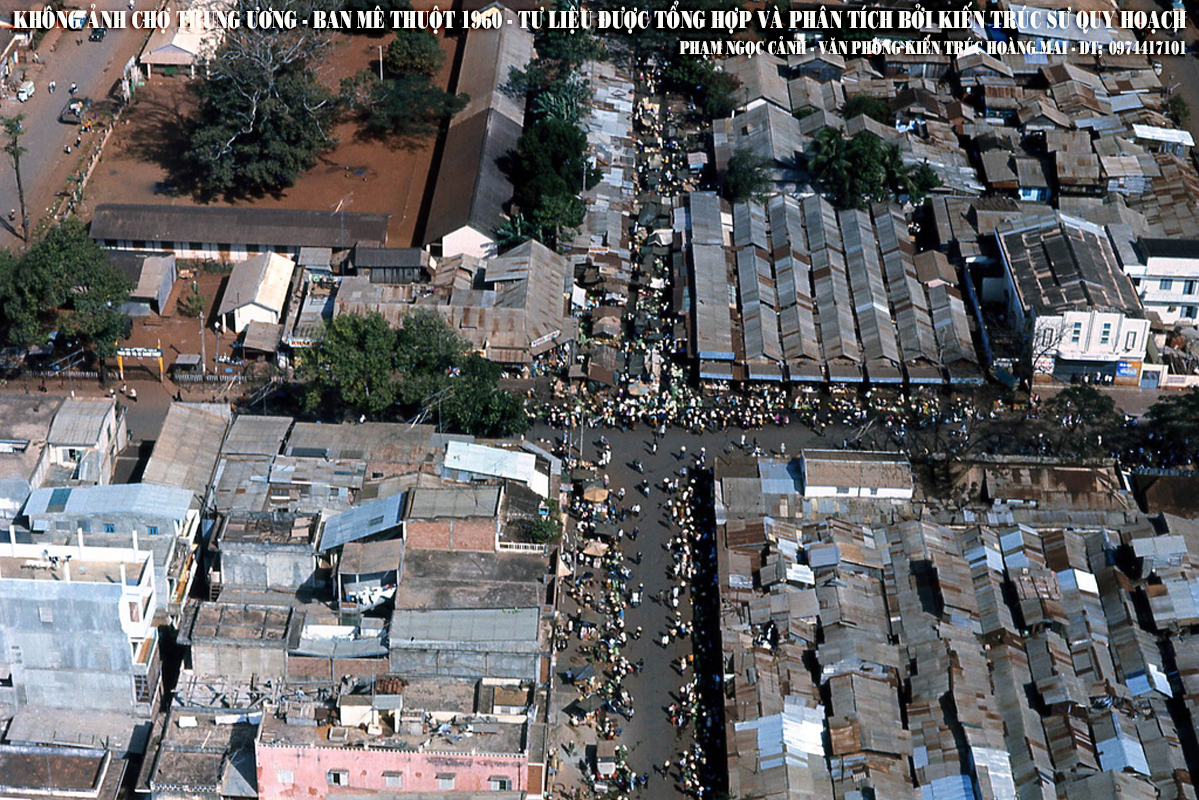
Chợ Ban Mê Thuột năm 1969

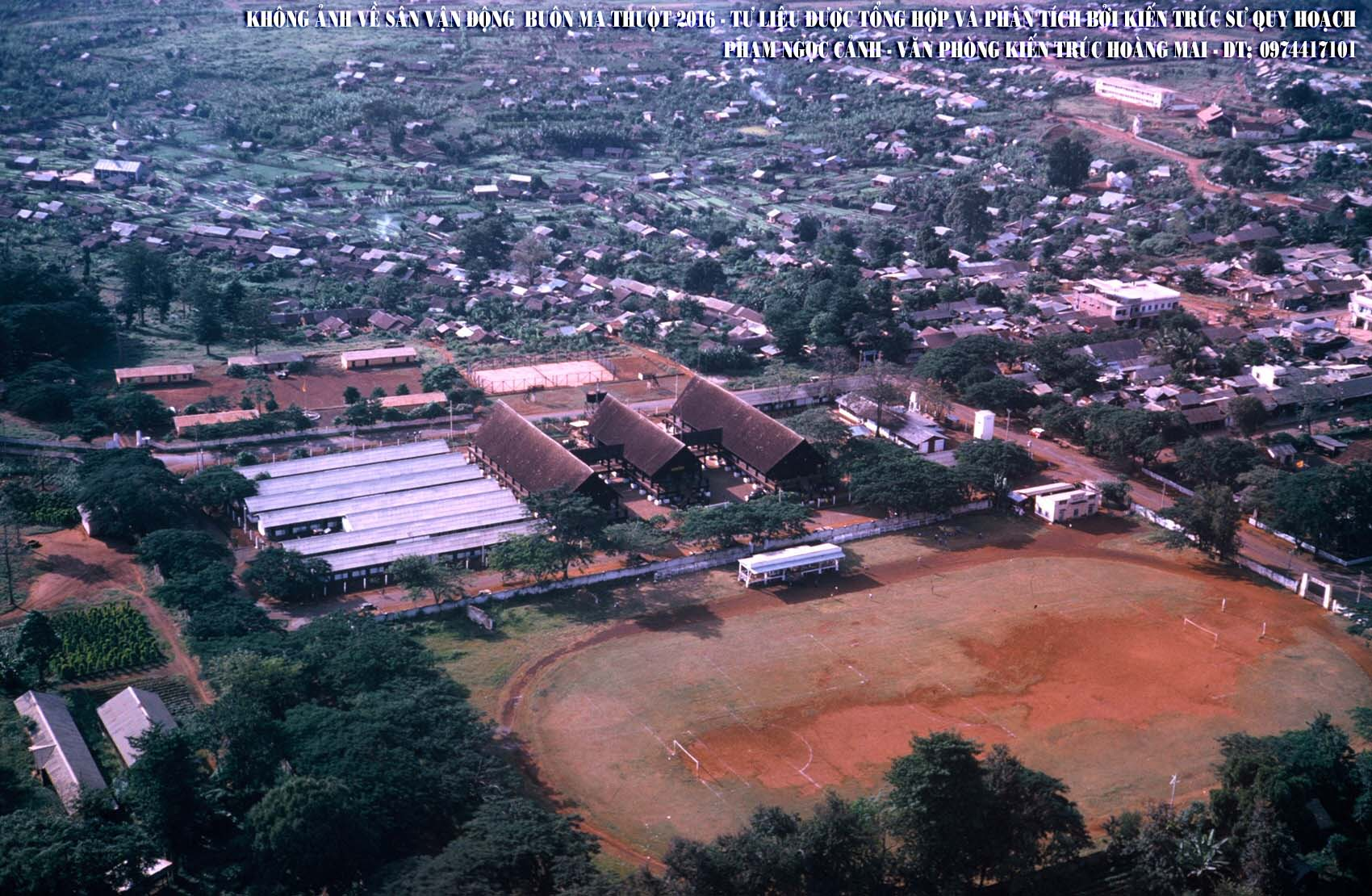
Sân vận động
Ban Mê Thuột năm 1969

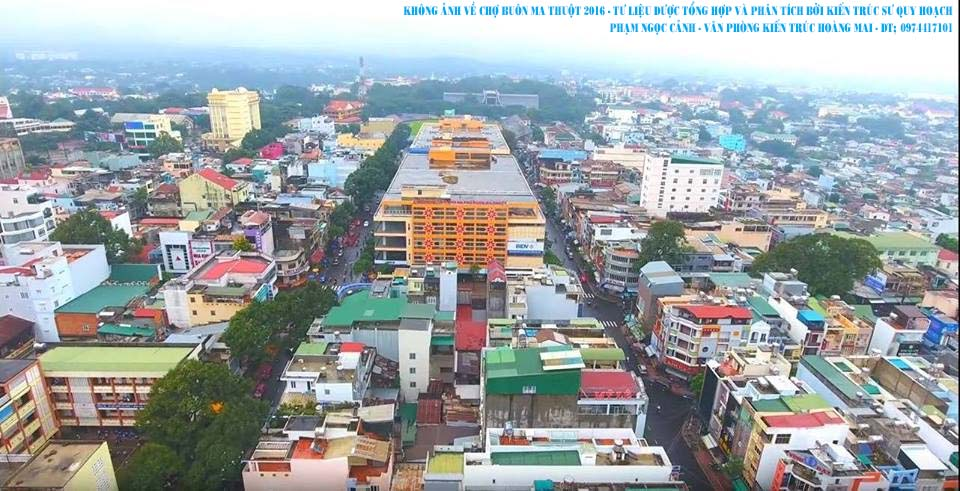
Chợ Buôn Ma Thuột năm 2016

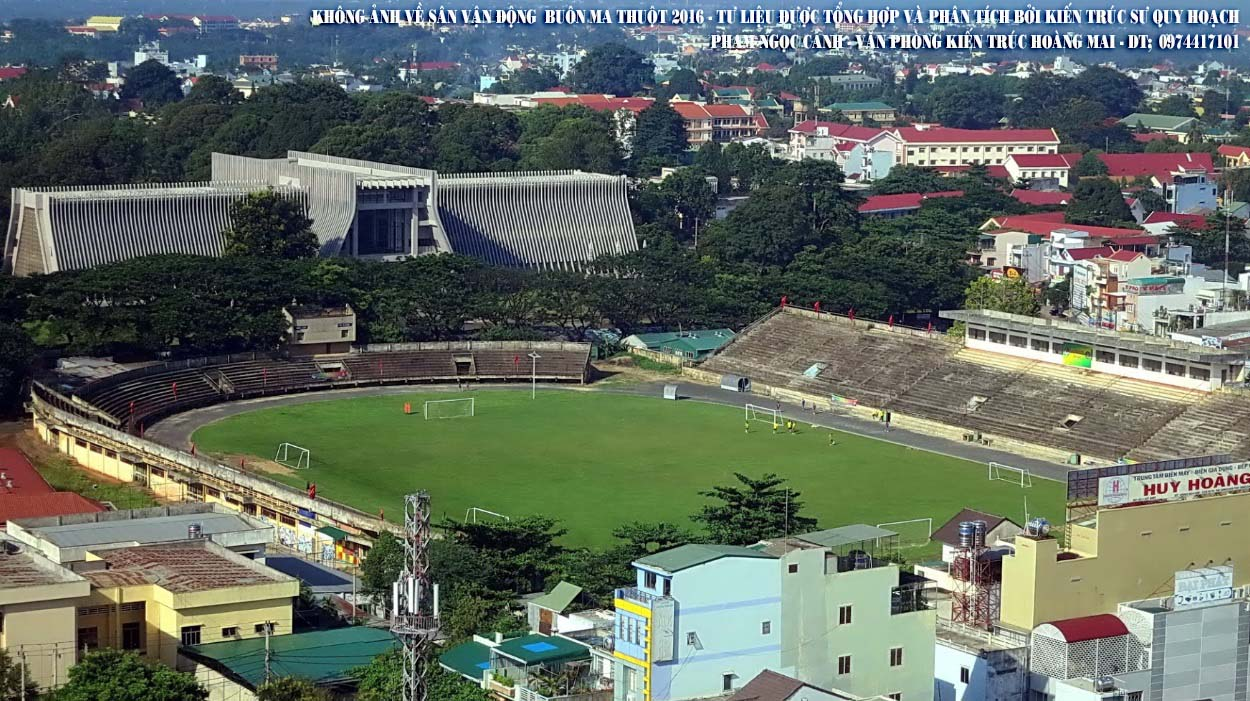
Sân vận động
Buôn Ma Thuột năm 2016

Buôn Ma Thuột đạt chuẩn một thị xã từ năm 1960 và công bố trên tư liệu bản đồ của lính Mĩ, hơn ba chục con đường nhựa tại khu Ngã 6 trung tâm được ghi chụp lại không ảnh trong những năm 1969.
Chợ được xếp loại chợ trung ương trong thời Việt Nam Cộng hòa, công nghiệp chưa có, ngành nông nghiệp với các cây công nghiệp, như cao su, cà phê đã phát triển rực rỡ và xuất khẩu đi các thị trường quốc tế từ những năm 1932.
Nay Buôn Ma Thuột đã trở thành thành phố năng động và phát triển nhanh nhất Tây Nguyên, năm 2010 trở thành đô thị loại 1 trực thuộc tỉnh. Buôn Ma Thuột được chính phủ công nhận là thành phố có quy hoạch tương đối tốt trong một thời gian ngắn.
Cùng với thành phố Bắc Ninh, Đà Lạt, Hòa Bình, Huế, Thái Nguyên, Sơn La, Vinh, Việt Trì, Hà Nội, Buôn Ma Thuột đã được chọn là 10 đô thị sạch trên cả nước và được tuyên dương trong lễ kỷ niệm Ngày đô thị Việt Nam (8/11/2009).
- Tốc độ tăng trưởng hàng năm bình quân: 13.5% (2018)
- Tổng thu ngân sách nhà nước: gần 2.500 tỷ đồng, trong đó thu ngân sách theo phân cấp: 1.502 tỷ đồng
- Tổng chi ngân sách nhà nước: gần 1.183 tỷ đồng
- Huy động tổng vốn đầu tư toàn xã hội: 9.086 tỷ đồng
- Giá trị sản xuất công nghiệp - TTCN: 9.109 tỷ đồng
- Thu nhập bình quân đầu người: 78 triệu /người/năm.
- Tổng mức bán lẻ hàng hóa doanh thu dịch vụ: 37.191 tỷ đồng
- Tỷ trọng các ngành: 44.87% công nghiệp-xây dựng, 49.81% thương mại-dịch vụ, 5.32% nông-lâm nghiệp.
- Giao thông: 98% đường nội thành được nhựa hóa, là đầu mối giao thông cấp vùng và quốc gia.
- Tỷ lệ hộ nghèo: 0.85%
- Tỷ lệ cây xanh đô thị: 8.88 m²/người
- Cấp điện: 100% đường phố chính và 80% đường hẻm đã được chiếu sáng
- Cấp-thoát nước: 80% dân số được dùng nước sạch với định mức 137 lít/người/ngày. Ngoài ra Buôn Ma Thuột có hệ thống xử lý nước thải do chính phủ Đan Mạch tài trợ được đánh giá tiên tiến nhất Việt Nam hiện nay mà chưa có thành phố nào ở Việt Nam đạt được.
- Văn hóa-giáo dục: đã có 21/21 xã, phường hoàn thành phổ cập trung học cơ sở. Bình quân cứ 2,5 người thì có một người đi học.Năm 2015 ngành giáo dục của thành phố tiếp tục được đầu tư một cách toàn diện cả về cơ sở vật chất và nguồn lực con người. 100% các trường học trên địa bàn được xây dựng kiên cố khang trang, gần 100 % số giáo viên có trình độ đạt chuẩn trong đó có 56% giáo viên có trình độ trên chuẩn. Chất lượng giáo dục toàn diện không ngừng được nâng lên.Tuy nhiên bạo lực học đường với nam và nữ sinh vẫn xảy ra, tỉ lệ bạo lực ở nữ sinh có xu hướng tăng mạnh. Toàn thành phố có 59 trường được công nhận chuẩn Quốc gia.
- Y tế: 21/21 Xã, Phường đều đã có y, bác sĩ túc trực.
- Tỷ lệ tăng dân số tự nhiên: 1,3%.

### Thương mại
Trên địa bàn thành phố có nhiều hệ thống siêu thị và trung tâm thương mại lớn đến từ nhiều nơi khác nhau như Vincom, MM Mega, Go,Nguyễn Kim, Coopmart... đáp ứng như cầu mua sắm của người dân.
Hiện nay thành phố đang triển khai xây dựng khu đô thị Bắc Tân Lợi nằm trên địa bàn phường Tân Lợi.

### Danh sách các Học viện trường Đại học - Cao đẳng tại Buôn Ma Thuột
| - Trường Đại học Tây Nguyên - Trường Đại học Y dược Buôn Ma Thuột - Phân hiệu Trường Đại học Luật Hà Nội tại Đắk Lắk - Trường Đại học Đông Á - Cao đẳng FPT Polytechnic Tây Nguyên - Học viện Hành chính Quốc gia khu vực Tây Nguyên | - Cao đẳng Y tế Đắk Lắk - Cao đẳng Công nghệ Tây Nguyên - Cao đẳng Kỹ thuật Đắk Lắk - Cao đẳng Sư phạm Đắk Lắk - Cao đẳng Bách khoa Tây Nguyên - Cao đẳng Văn hóa - Nghệ thuật Đắk Lắk - Cao đẳng Công thương Việt Nam cơ sở Đắk Lắk |

Năm 1994, Trường Trung học phổ thông chuyên Nguyễn Du, Đắk Lắk được thành lập. Đây là một trong những ngôi trường chuyên đầu tiên ở khu vực Tây Nguyên. Sau 25 năm xây dựng và phát triển, trường đã đạt nhiều thành tích nổi trội như: 4 năm liền dẫn đầu khu vực Duyên hải Nam Trung Bộ và Tây Nguyên trong kì thi Học sinh giỏi Quốc gia, đứng thứ 4 toàn đoàn Olympic 30 tháng 4 năm 2018, Huân chương lao động hạng Nhì 3 lần,.... Đóng vai trò quan trọng, đào tạo học sinh năng khiếu, góp phần vào công cuộc Công nghiệp hoá, hiện đại hóa của khu vực Tây Nguyên.

## Văn hóa - du lịch

### Kho tàng văn hóa phi vật thể Tây Nguyên

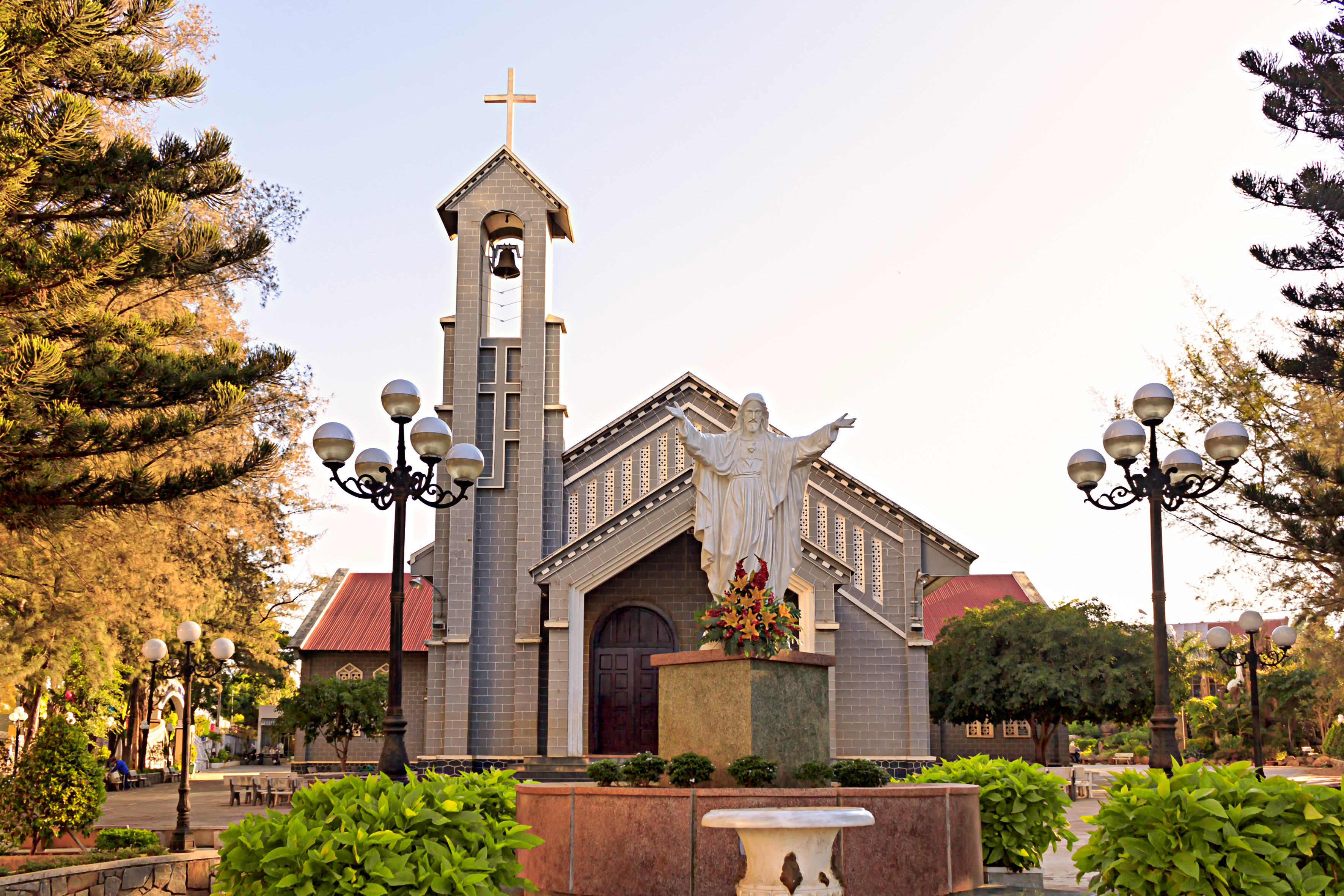
Nhà thờ chính tòa
Giáo phận Ban Mê Thuột

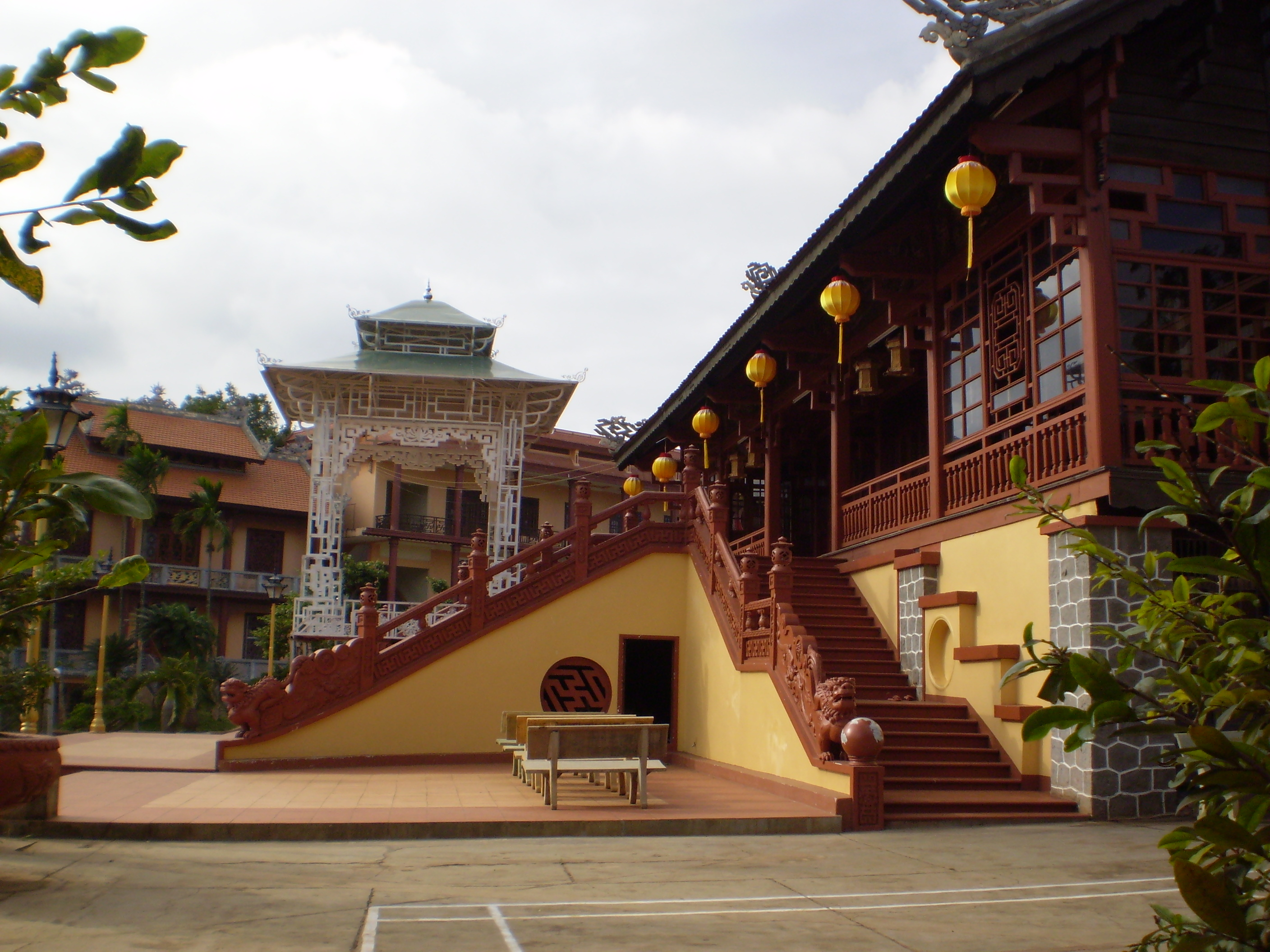
Chùa Khải Đoan

Không gian văn hóa cồng chiêng Tây Nguyên được thể hiện qua ngôn ngữ, phong cách diễn tấu,... riêng biệt và độc đáo, chính vì thế đã được UNESCO công nhận là Kiệt tác truyền khẩu và Di sản văn hóa phi vật thể của nhân loại.
Loại hình văn học dân gian truyền miệng cũng là di sản văn hóa phi vật thể phong phú của các dân tộc Tây Nguyên, trong đó sử thi Đam San.
Tượng gỗ dân gian Tây Nguyên, chủ yếu là tượng nhà mồ một yếu tố không thể thiếu trong đời sống tâm linh của người Ê Đê. Dù mang nhiều dáng vẻ nhưng chúng gặp nhau ở một điểm là đều lấy cảm hứng từ đời sống sinh hoạt, lao động sản xuất và đời sống tâm linh gắn với phong tục tập quán của mỗi tộc người.
Ngoài những giá trị tiêu biểu nêu trên, Tây Nguyên còn có kho tàng di sản văn hóa phi vật thể khác, đó là kiến trúc nhà dài truyền thống... của các dân tộc Bắc Tây Nguyên, kiến trúc nhà dài của dân tộc Êđê; nghề dệt và trang phục. Đồng bào Tây Nguyên có nhiều hình thức lễ hội liên quan đến chu kỳ canh tác nương rẫy; lễ nghi vòng đời người; lễ hội cộng đồng,...

### Lễ hội Cà phê
Lễ hội Cà phê Buôn Ma Thuột, hay Buôn Ma Thuột cà phê Festival, là một lễ hội được tổ chức định kỳ 2 năm 1 lần ở thành phố Buôn Ma Thuột của tỉnh Đắk Lắk, đây là một lễ hội lớn ở Tây Nguyên . Nhằm tôn vinh cây cà phê, loài cây chiếm vị trí độc tôn trong cơ cấu cây trồng ở đây và chiếm đến 60% sản lượng cà phê của Việt Nam, loài cây đã đem lại sự ấm no, trù phú cho mảnh đất vùng cao này. Lễ hội mới chỉ bắt đầu được tổ chức từ năm 2005 trong chương trình quảng bá hình ảnh Thủ phủ cà phê Buôn Ma Thuột. Bên cạnh các hoạt động trao đổi về, quy trình, các thức, sản xuất, chế biến cà phê. Các hoạt động văn hóa, thể dục thể thao diễn ra sôi nổi. Hình thức giao dịch trực tuyến với thị trường thế giới.

### Ngã 6 Ban Mê

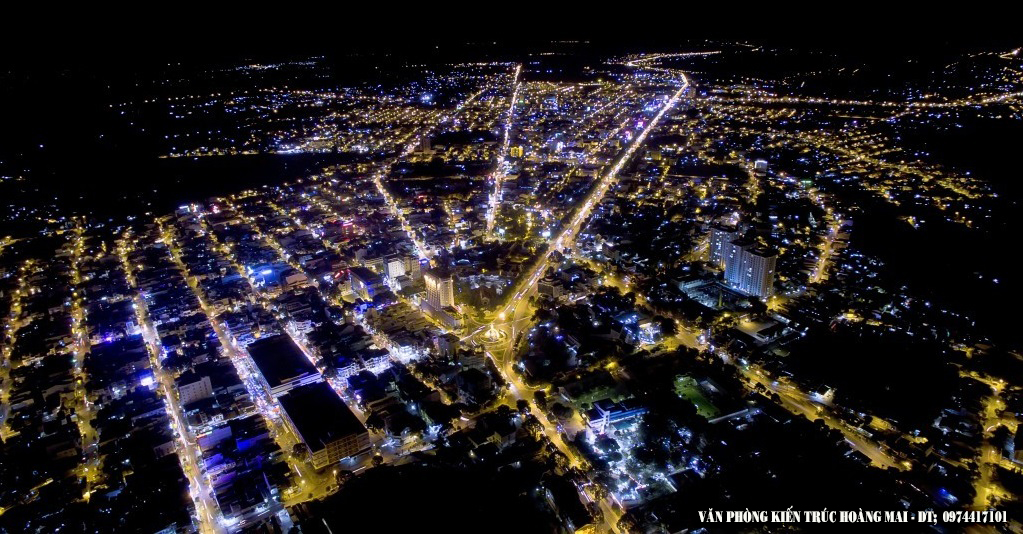
Ngã sáu Buôn Ma Thuột nhìn từ trên cao

Ngã 6 Ban Mê là trung tâm thành phố Buôn Ma Thuột. Ở đây có Tượng đài chiến thắng Buôn Ma Thuột được coi như biểu tượng của thành phố.
Trước đây, khi mới giải phóng nơi đây chỉ là một vòng xoay với một cột đèn ba ngọn. Sau này một tượng đài được dựng lên với điểm nhấn chính chiếc xe tăng bằng sắt thép đã mở đầu trận đánh vào Buôn Ma Thuột. Đến những năm cuối thế kỷ trước thì tượng đài chiến thắng đã được xây dựng hoàng tráng như hiện nay. Nơi đây từng có một chiếc xe tăng T-34 của Nga nhưng nó được đưa vào bảo tàng năm 1997 và thay thế vào đó là một chiếc xe mô hình.

### Cây Kơnia còn sót lại

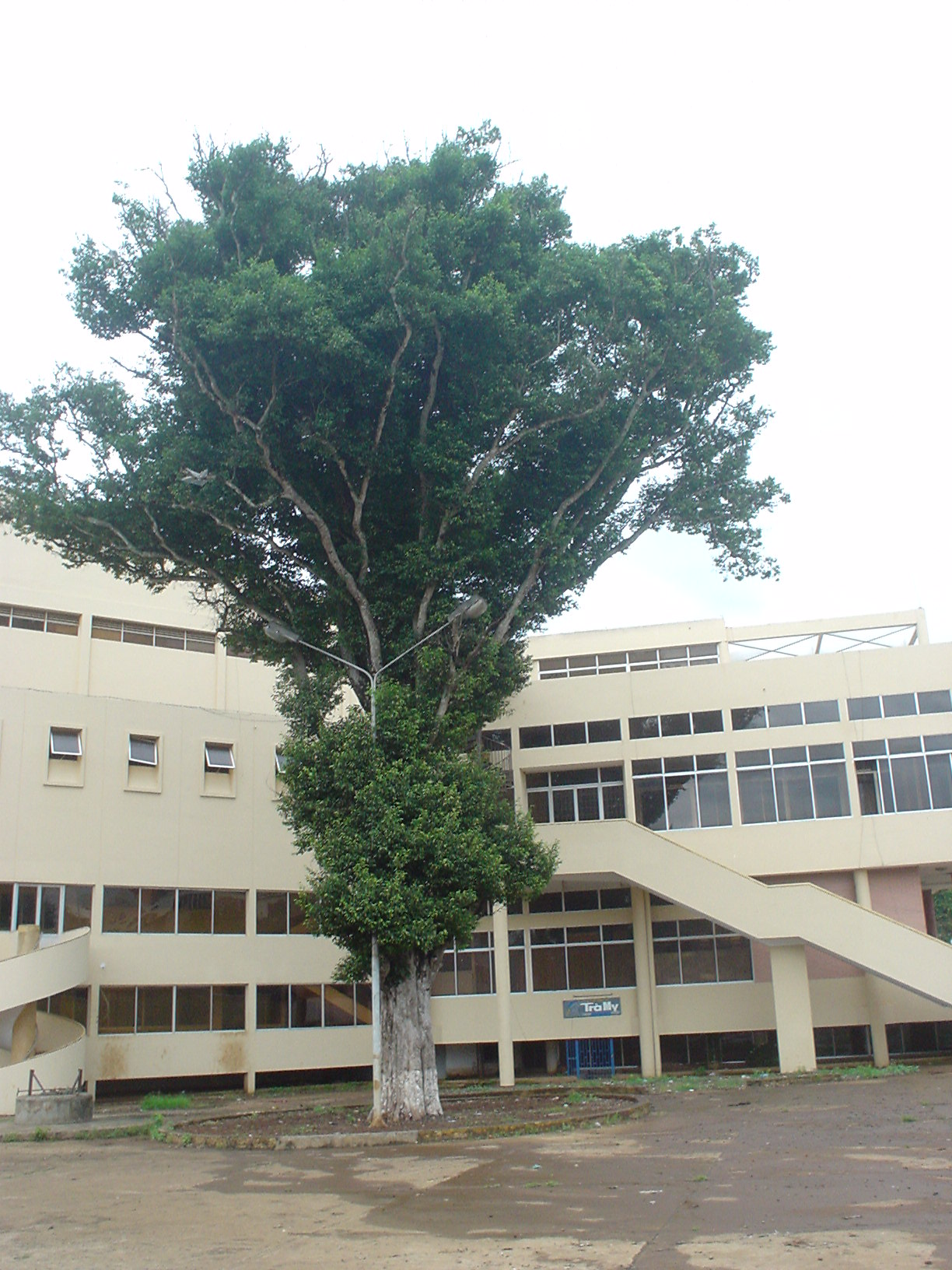
Một cây Kơ Nia vẫn còn sót lại, hiện đang được chăm sóc và lưu giữ tại Trung tâm Văn hoá tỉnh Đắk Lắk, cách Ngã 6 vài trăm mét

Cây Kơnia, hay còn gọi là Cốc, là một loài cây thân gỗ lớn, cao 15–30 m, đường kính 40–60 cm, tên khoa học là Irvingia malayana, thuộc họ Irvingiaceae. Loài cây này mang ý nghĩa tâm linh rất lớn đối với người đồng bào dân tộc thiểu số, họ coi chúng là nơi trú ngụ của thần thánh, của vong linh những người đã khuất, rất ít khi họ đụng chạm đến chúng, chặt phá chúng; vì vậy trên nương rẫy của đồng bào thường có các cây Kơ nia cổ thụ được sử dụng như cây che mát mỗi lúc nghỉ giải lao, nghỉ trưa. Do bài hát Bóng cây Kơ-nia nổi tiếng vì vậy du khách khi đến Buôn Ma Thuột luôn muốn tìm xem tận mắt cây Kơ Nia. Ở trung tâm thành phố Buôn Ma Thuột có một cây Kơ nia cổ thụ nằm trong khuôn viên sân sau nhà văn hóa trung tâm tỉnh, cách ngã 6 Ban Mê vài trăm mét.

### Buôn AKô Đhông
Buôn AKô Đhông hay Buôn Cô Thôn, làng Ma Rin là một buôn làng người Ê Đê ở thành phố Buôn Ma Thuột, Đăk Lăk. AKô Đhông theo tiếng Ê Đê có nghĩa là buôn đầu nguồn vì nó ở đầu nguồn một con suối lớn ở Buôn Ma Thuột là suối Ea Nuôl. Ở đây nguồn suối bắt đầu cũng chính là bến nước cũ của buôn, một bến nước rất đẹp nhưng hiện tại không còn được sử dụng do bị ô nhiễm vì ở ngay trung tâm thành phố.
Buôn nằm ở cuối đường Trần Nhật Duật- thành phố Buôn Ma Thuột. Đây là một buôn được quy hoạch rất đẹp và giữ được nhiều giá trị truyền thống, hiện tại là một điểm du lịch hấp dẫn của thành phố. Nằm trong quy hoạch khu trưng bày lịch sử của Buôn Ma Thuột.

### Danh lam thắng cảnh

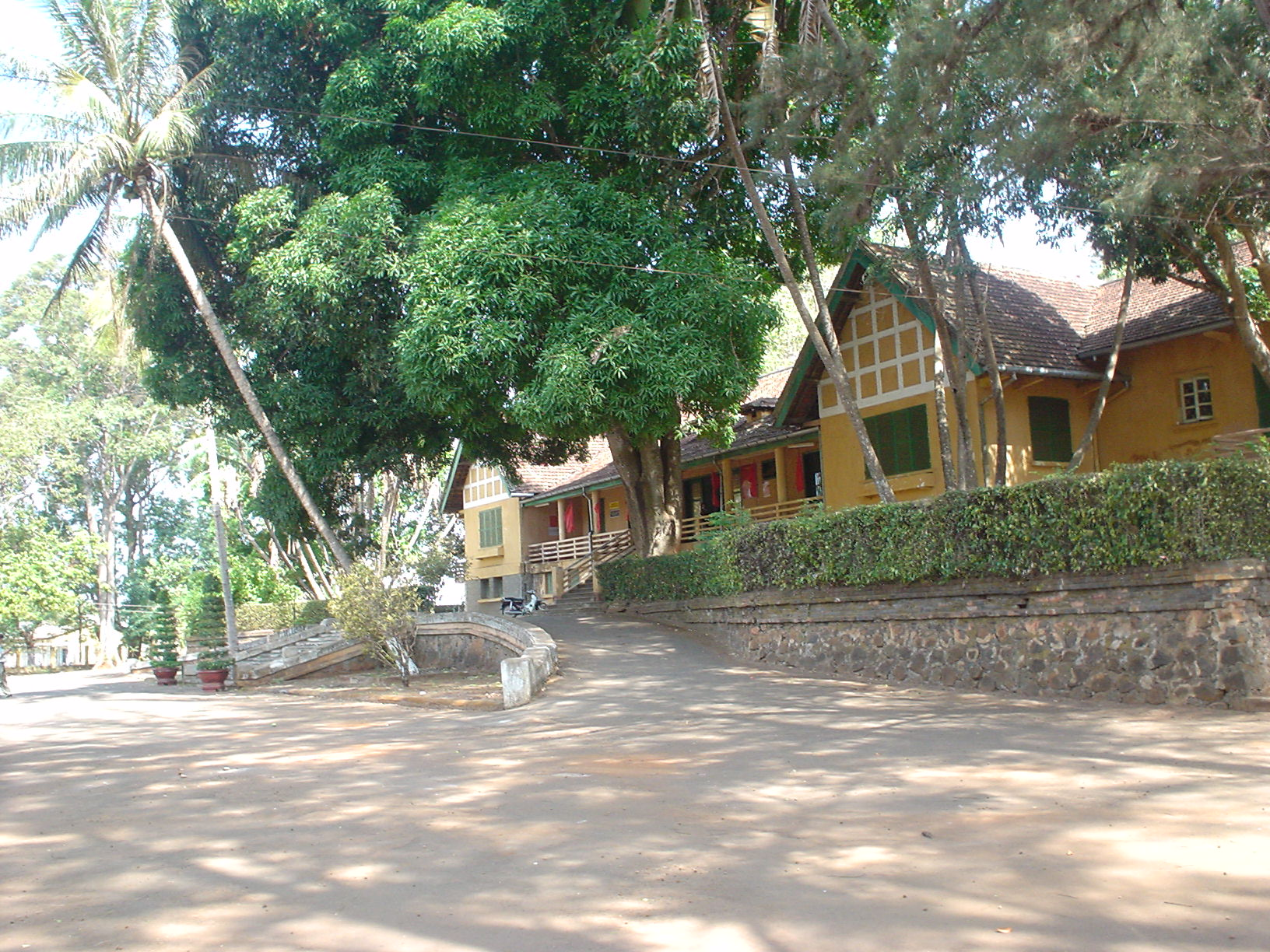
Biệt điện Bảo Đại
ở Buôn Ma Thuột

Do Buôn Ma Thuột là nơi đầu tiên người Kinh lưu lạc đến lập nghiệp để xây dựng Đăk Lăk hôm nay nên ở đây tập trung hầu hết các di tích có ý nghĩa lịch sử của Đăk Lăk như:
- Đình Lạc Giao
- Chùa Sắc tứ Khải Đoan
- Nhà đày Buôn Ma Thuột
- Bia Lạc Giao
- Khu Biệt điện Bảo Đại - hiện tại là Bảo tàng các dân tộc Việt Nam tại Đắk Lắk
- Toà Giám mục tại Đắk Lắk

Đặc biệt, thành phố Buôn Ma Thuột có 05 di tích lịch sử, văn hoá được công nhận cấp quốc gia và cấp tỉnh, trong đó có 04 di tích cấp quốc gia, gồm: Nhà đày Buôn Ma Thuột, Đình Lạc Giao, Biệt Điện Bảo Đại số 04 Nguyễn Du, Bia tưởng niệm 100 chiến sỹ Nam tiến và 01 di tích cấp tỉnh là di tích Tượng đài Mậu thân 1968. Đây là những chứng tích hào hùng của truyền thống lịch sử lập nước, giữ nước của các dân tộc tỉnh Đắk Lắk nói chung và thành phố Buôn Ma Thuột nói riêng. Các di tích văn hoá lịch sử của thành phố Buôn Ma Thuột đều có giá trị phục vụ du lịch cao. Những di tích lịch sử văn hoá nêu trên, tuy chưa phải là tất cả, song cũng đủ để chứng minh rằng, giá trị nhân văn được thể hiện đậm nét qua các di tích lịch sử, văn hoá và có thể khai thác một cách có hiệu quả trong việc phục vụ du lịch của thành phố Buôn Ma Thuột .
Du khách cũng có thể đến với làng văn hóa buôn AKô Đhông, ngắm cây Kơ nia cổ thụ giữa lòng thành phố sát Ngã 6 Ban Mê, thưởng thức hương vị cà phê Ban Mê,...
Với vị trí trung tâm và giao thông thuận tiện Buôn Ma Thuột cũng chính là trung tâm du lịch lớn nhất của Đăk Lăk nối các điểm du lịch quan trọng trong tỉnh như Bản Đôn, Hồ Lắk, cụm thác Đray Sáp...Về cơ bản dịch vụ du lịch còn yếu kém và hạn chế, bên cạnh đó rừng bị tàn phá ồ ạt, phá vỡ cảnh quan chung.

## Giao thông

### Đường bộ

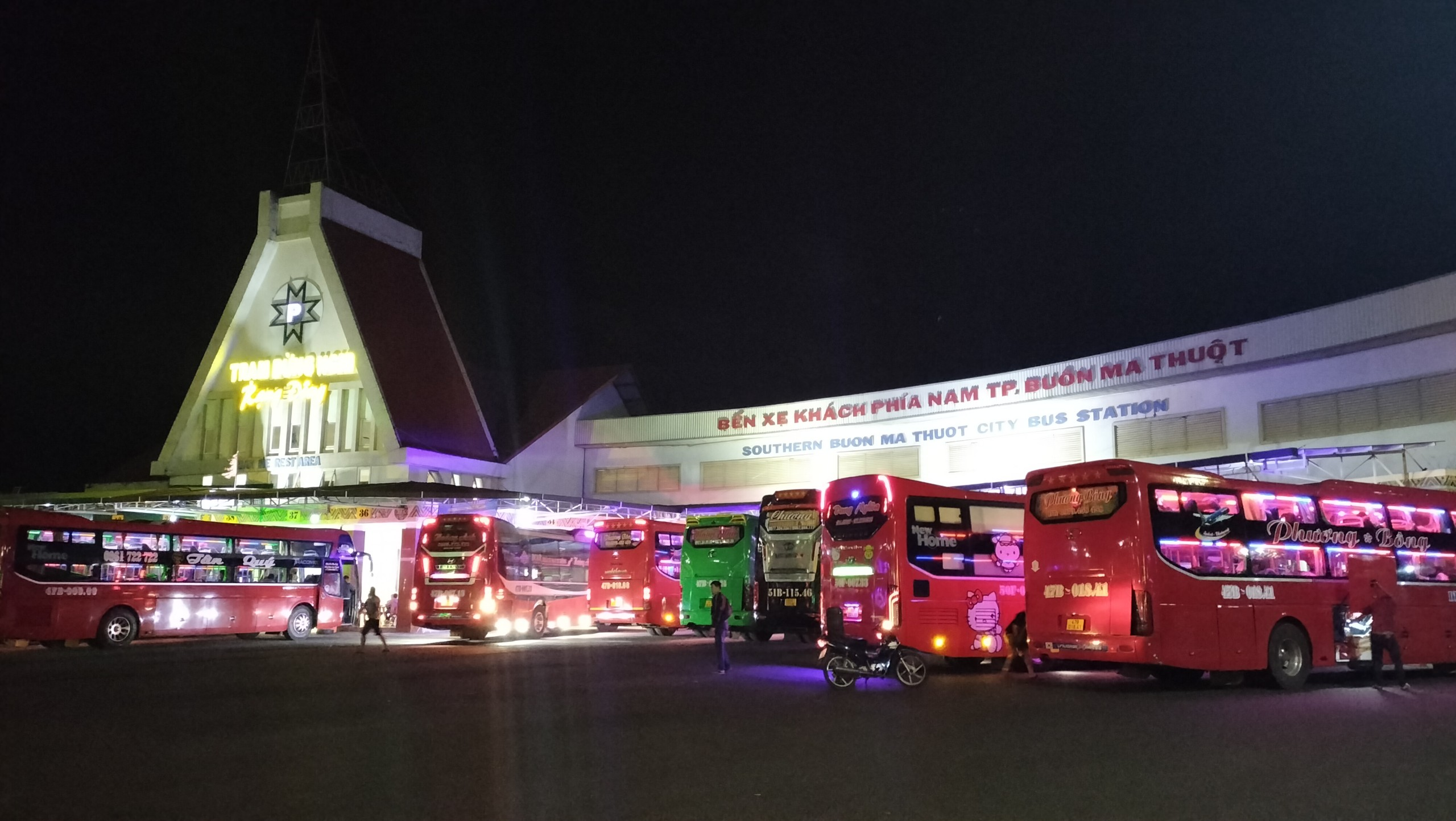
Bến xe khách phía Nam thành phố Buôn Ma Thuột về đêm.

- Đường bộ toàn tỉnh hiện có 397,5 km đường quốc lộ, trong đó:
- Quốc lộ 14 nối về phía phía bắc đi Pleiku (195 km), đi Kon Tum (244 km), nối với Đà Nẵng, về phía nam đi ĐăkNông, Bình Phước, Bình Dương, Tp Hồ Chí Minh (350 km).
- Quốc lộ 26 đi Ninh Hòa, Nha Trang (198 km).Hiện tại quốc lộ nhỏ và xuống cấp, tình trạng tai nạn giao thông nhiều và đều.
- Quốc lộ 27 đi Đà Lạt (193 km).Hiện tại quốc lộ nhỏ và xuống cấp, tình trạng tai nạn giao thông nhiều và đều.
- Quốc lộ 14C: từ ranh giới tỉnh Gia Lai đến ranh giới tỉnh Đăk Nông(68,5 km).
- Quốc lộ 29: Bộ GT-VT đã có Quyết định chuyển 2 tuyến đường ĐT645 (Phú Yên) và ĐT633 (Đắk Lắk) thành quốc lộ (QL) 29. Tuyến ĐT645 xuất phát từ QL.1 qua các huyện: Đông Hòa, Tây Hòa và Sông Hinh (Phú Yên) lưu thông với ĐT633 (Đắk Lắk). QL 29 là QL thứ 2 nối các tỉnh Tây Nguyên (280 km)
- Dự kiến quy hoạch xây dựng trên địa bàn thành phố Buôn Ma Thuột có 3 bến xe khách, 1 bến xe buýt ở trung tâm thành phố, hình thành mạng lưới các điểm đỗ xe buýt nội thị và đến các điểm ven đô, các huyện lân cận, 3 bãi đỗ xe tải các bãi đỗ xe con, xe du lịch ở những nơi tham quan, du lịch, khu vui chơi giải trí, trung tâm thương mại, chợ. Tại ở mỗi thị xã, mỗi huyện có từ 1- 2 bến xe khách.
- Cuối năm 2019, Tỉnh uỷ Đắk Lắk đã đưa ra chủ trương xây dựng tuyến đường cao tốc Đắk Lắk - Khánh Hoà nhằm giảm thời gian di chuyển giữa hai tỉnh, đồng thời giúp phát triển kinh tế-xã hội cho toàn tỉnh.
- Đây cũng là địa phương có hai dự án Đường cao tốc Buôn Ma Thuột – Gia Nghĩa và Đường cao tốc Liên Khương – Buôn Ma Thuột đi qua đang được triển khai đầu tư xây dựng.

### Đường hàng không
Sân bay Buôn Ma Thuột (mã sân bay IATA: BMV, mã sân bay ICAO: VVBM) là một sân bay hỗn hợp dân sự và quân sự tại thành phố Buôn Ma Thuột. Trước năm 1975, sân bay này vốn là sân bay quân sự Hòa Bình hay còn gọi là Phi trường Phụng Dực do VNAF quản lý.
Sân bay có đường băng dài 3.000 m, rộng 45 m có thể tiếp nhận những máy bay tầm ngắn như ATR72, F70, tầm trung như A320, A321, B767 và có đèn chiếu sáng phục vụ bay đêm, trong khi đó công suất thiết kế nhà ga 1.900.000 lượt hành khách/năm. Đến năm 2030 phục vụ 3.000.000 hành khách/năm. Các tuyến bay gồm có:

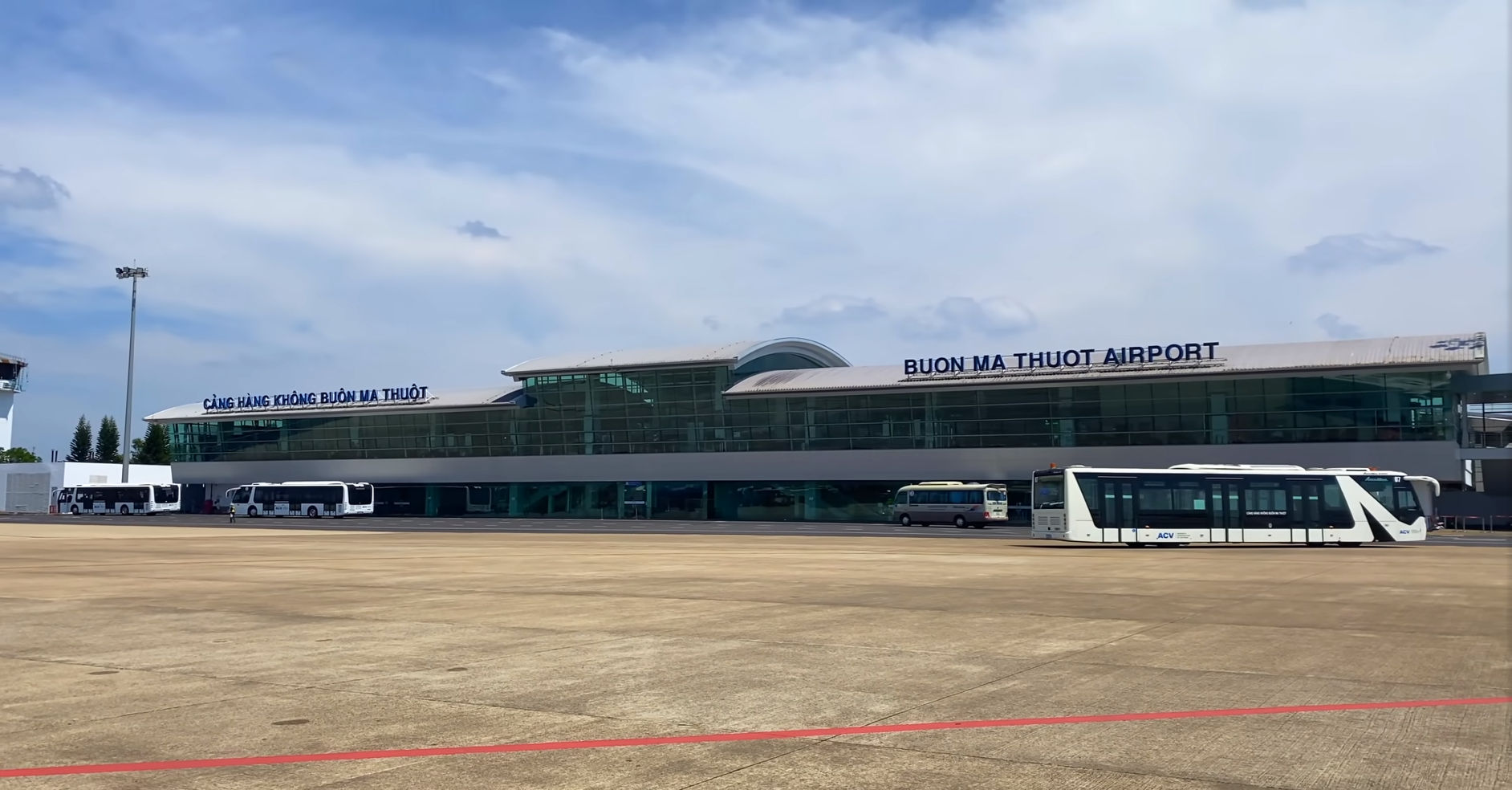
Sân Bay Buôn Ma Thuột

- Buôn Ma Thuột - Sân bay quốc tế Tân Sơn Nhất, Thành phố Hồ Chí Minh
- Buôn Ma Thuột - Sân bay quốc tế Đà Nẵng
- Buôn Ma Thuột - Sân bay quốc tế Nội Bài, Hà Nội
- Buôn Ma Thuột - Sân bay quốc tế Vinh, Nghệ An
- Buôn Ma Thuột - Sân bay Thọ Xuân, Thanh Hóa
- Buôn Ma Thuột - Sân bay quốc tế Cát Bi, Hải Phòng
- Buôn Ma Thuột - Sân bay Chu Lai, Quảng Nam.

Với tổng mức đầu tư khoảng 1.200 tỷ đồng, nhà ga hành khách Cảng hàng không Buôn Ma Thuột chính thức được khánh thành 24/12/2012. Nhà ga mới có công suất đáp ứng đến năm 2020 là 1,9 triệu hành khách/năm. Cảng hàng không Buôn Ma Thuột nằm tại địa bàn Thôn 8 xã Hòa Thắng, TP. Buôn Ma Thuột (tỉnh Đắk Lắk) - là một trong 8 cảng hàng không địa phương trực thuộc Tổng công ty Cảng hàng không miền Nam. Việc mở rộng nâng cấp cảng hàng không Buôn Ma Thuột là dự án cần thiết góp phần thúc đẩy phát triển kinh tế - xã hội, bảo vệ an ninh quốc phòng khu vực Tây Nguyên. Theo như Quy hoạch chung thành phố Buôn Ma Thuột, tỉnh Đắk Lắk - tầm nhìn đến năm 2025, Cảng Hàng không Buôn Ma Thuột sẽ được nâng cấp lên Cảng Hàng không quốc tế, đẩy mạnh phát triển tỉnh Đắk Lắk nói riêng và khu vực Tây Nguyên nói chung.

### Đường sắt
Dự án tuyến đường sắt Tuy Hòa - Buôn Ma Thuột đã được Xí nghiệp Tư vấn thiết kế công trình giao thông sắt bộ thuộc Công ty Tư vấn thiết kế giao thông vận tải phía Nam xây dựng hoàn chỉnh. Toàn tuyến đường sắt có chiều dài 160 km, đi qua 8 ga, xuất phát từ ga Phú Hiệp và điểm cuối là ga Buôn Ma Thuột. Nhưng đối với nền khoa học và kinh tế, cùng quản lý nước nhà thì đây chỉ là viễn cảnh định hướng đề ra không biết khi nào mới thành hiện thực (đã có chủ trương tạm hoãn, đưa ra khỏi quy hoạch).
Theo quy hoạch, Buôn Ma Thuột là trung tâm của hệ thống đường sắt Tây nguyên trong tương lai ; ga đầu mối nối các tuyến đi Gia Lai, Kon Tum, Đắk Nông và Lâm Đồng, phục vụ đắc lực cho công cuộc phát triển kinh tế và quốc phòng khu vực Tây nguyên rộng lớn.

### Tên đường phố Buôn Ma Thuột trước 1975
| - Cường Để nay là Nguyễn Văn Trỗi - Võ Tánh nay là Nguyễn Thị Minh Khai - Hàm Nghi nay là Trần Phú - Ama Trang Long nay là Nơ Trang Long - Lê Lợi và Nguyễn Công Trứ nay là Nguyễn Công Trứ - Phan Đình Phùng nay là Phan Đình Giót - Nguyễn Du nay là Y Ngông - Cao Thắng nay là Ngô Đức Kế - Gia Long và Hùng Vương nay là Hùng Vương | - Nguyễn Tri Phương nay là Mạc Thị Bưởi - Lê Văn Duyệt nay là Xô Viết Nghệ Tĩnh - Tôn Thất Thuyết và Ama Trang Gưh nay là Lê Hồng Phong - Nguyễn Thái Học nay là Điện Biên Phủ - Huyền Trân Công Chúa nay là Nguyễn Đức Cảnh - Tự Do, Thống Nhất và Độc Lập nay là Nguyễn Tất Thành - Yersin nay là Mai Hắc Đế |

Ngoài việc thay đổi tên cho một số tuyến đường và các tên đường cũ bao gồm: Hàm Nghi, Lê Lợi, Phan Đình Phùng, Nguyễn Du, Cao Thắng, Nguyễn Tri Phương, Tôn Thất Thuyết và Nguyễn Thái Học vẫn được sử dụng để đặt tên cho các tuyến đường nhỏ và vừa ở các phường ở thành phố Buôn Ma Thuột.

## Thành phố kết nghĩa
- Thành phố Lạng Sơn, tỉnh Lạng Sơn